# Füzéri járás
A Füzéri járás a Magyar Királyság, Abaúj-Torna vármegye közigazgatási egysége volt.

## A járás története
Általánosságban elmondható, hogy a járások a XVI. században váltak alsóbb szintű közigazgatási egységgé, kialakulásuk a XVIII. századra tehető. A füzéri járás az Abaúj, később Abaúj-Torna vármegye közigazgatási beosztási egysége volt, mely 1920-ban szűnt meg. Az évszázadok alatt több átrendeződés is megvalósult a vármegyén belül, illetve vármegyék között is. A szabadságharc bukása után pár évig (az új közigazgatási rendszer életbe lépése után) nem létezett. Abaúj és Torna vármegyék összevonásra kerültek és a kassai kerület részévé váltak. 1849-1853 között a vármegye 7 járásra volt osztva, úgymint Rozgonyi (vagy tótajkú, székhelye Kassa); Zsadányi (Nádasd székhellyel); Nagyidai; Gönci; Szepsi; Szikszói (vagy Forrói, Szentandrás székhellyel); Tornai.
Az új felosztásban a korábbi füzéri járás településeinek nagy része a Zsadányi járásba került át, de több települése a rozgonyi járásnak jutott. 1854-től a járási hivatalokban újabb átszervezések történtek. Ennek értelmében kassai járás néven összevonásra került a rozgonyi és a nagyidai járás, a zsadányi járás új neve alsómislyei lett, a göncit pedig átnevezték szántóira. A Bach-rendszer bukása után visszaállt a szabadságharc előtti vármegyei rendszer, Abaúj és Torna szétvált, az abaúji járások között pedig újra feltűnt a füzéri. Kisebb kiigazítások történtek még 1880-as évek elején, mikor Abaúj és Tornát végleg egyesítették. 1920-ban a trianoni békeszerződéssel kialakított új országhatárok jelentősen érintették a vármegyét, mivel a vármegye (és a füzéri járás) egy jelentős része az újonnan létrejött Csehszlovákiához került. A vármegyei és a járási székhely is az új határon kívül maradt. A csonkán maradt vármegye területén öt járást alakítottak ki: abaújszántói, bódvaszilasi, encsi, gönci, szikszói.
Az elvesztett székhely, Kassa helyét Szikszó vette át. A füzéri járás ekkor megszűnt, Magyarországon maradt települései az újonnan kialakított gönci járásba kerültek át.

## Települései
A járás székhelye Hernádzsadány volt. A vármegye 1890-ben indítványozta a szolgabírói székhely áthelyezését Hernádzsadányból Szaláncra. Mivel a miniszteri jóváhagyás késett a járás székhelye 1891. márciusától ideiglenesen, 1892. szeptemberéig, átkerült Kassára.
A járás 1913-ban az alábbi településeket foglalta magában:
| Körjegyzőség   | Település      | Megjegyzés |
| -------------- | -------------- | --- |
| Abaújvári      | Abaújvár       | |
| Abaújvári      | Alsókéked      | Alsókékedi fürdő |
| Abaújvári      | Felsőkéked     | |
| Abaújvári      | Pányok         | |
| Abaújvári      | Zsujta         | |
| Alsómislyei    | Alsóhutka      | Hozzátartozik: Komocsó, Parti |
| Alsómislyei    | Alsómislye     | Hozzárartozik: Dringács, Szajkó |
| Alsómislyei    | Felsőhutka     | Hozzárartozik: Bogár, Messzelátó |
| Alsómislyei    | Felsőmislye    | |
| Füzérkomlósi   | Füzér          | Hozzárartozik: Aranyortás, Lászlótanya (vagy Kisalmás), Liget, Vereshegy |
| Füzérkomlósi   | Füzérkomlós    | |
| Füzérkomlósi   | Hollóháza      | |
| Füzérkomlósi   | Nyíri          | Hozzátartozik: Kápolna, Koplaló, Senyő, Rózsatanya 1862 és 1877 között biztosan a gönci járás része, 1882-től kezdődően újra a füzéri járáshoz tartozik.                                                                              |
| Füzérkomlósi   | Pusztafalu     | Hozzátartozik: Izrató |
| Füzérradványi  | Füzérkajata    | Hozzárartozik: Erzsébettanya |
| Füzérradványi  | Füzérradvány   | 1862 és 1877 között biztosan a gönci járás része, 1882-től kezdődően újra a füzéri járáshoz tartozik. |
| Füzérradványi  | Kovácsvágás    | 1862 és 1877 között biztosan a gönci járás része, 1882-től kezdődően újra a füzér járáshoz tartozik. |
| Füzérradványi  | Vágáshuta      | Hozzátartozik: Cseresnyés 1862 és 1877 között biztosan a gönci járás része, 1882-től kezdődően újra a füzéri járáshoz tartozik. |
| Garbócbogdányi | Abaújrákos     | Hozzátartozik: Kálmánpuszta |
| Garbócbogdányi | Alsócsáj       | |
| Garbócbogdányi | Balogd         | |
| Garbócbogdányi | Felsőcsáj      | |
| Garbócbogdányi | Garbócbogdány  | 1891-ig Garbóc és Kassabogdányként két település |
| Garbócbogdányi | Ósva           | |
| Garbócbogdányi | Regeteruszka   | Hozzátartozik: Malompuszta, Regete |
| Hernádcsányi   | Abaújnádasd    | |
| Hernádcsányi   | Eszkáros       | |
| Hernádcsányi   | Hernádcsány    | Hozzátartozik: Zsupapáti, Máriamajor, illetve Kőolajfinomító, Műmalmi telep 1894-ben került át a kassai járásból a füzéribe, a belügyminiszter 66 305 számú rendeletének értelmében                                                   |
| Hernádcsányi   | Hernádgönyű    | 1908-ban a körjegyzőségek anyakönyvi kerületekhez igazításának következtében lett a járás része |
| Hernádcsányi   | Hernádzsadány  | |
| Magyarbődi     | Alsókemence    | |
| Magyarbődi     | Füzérnádaska   | |
| Magyarbődi     | Györgyi        | Hozzátartozik: Györgyimajor, Koplaló |
| Magyarbődi     | Györke         | |
| Magyarbődi     | Kelecsenyborda | Hozzátartozik: Borda, Mohnács |
| Magyarbődi     | Magyarbőd      | |
| Magyarbődi     | Petőszinye     | Hozzátartozik: Berkimalom |
| Nagyszalánci   | Kalsa          | |
| Nagyszalánci   | Kisszalánc     | Hozzátartozik: Kerekhegy |
| Nagyszalánci   | Nagyszalánc    | Hozzátartozik: Miklóspuszta, Köveshegymajor, Teroblye |
| Nagyszalánci   | Szalánchuta    | Hozzátartozik: Irmaszeg |
| Nagyszalánci   | Szaláncújváros | Hozzátartozik: Józsefpuszta |
| Nagyszalánci   | Újszállás      | |
| Pálházai       | Filkeháza      | 1862 és 1877 között biztosan a gönci járás része, 1882-től kezdődően újra a füzéri járáshoz tartozik. |
| Pálházai       | Kisbózsva      | 1862 és 1877 között biztosan a gönci járás része, 1882-től kezdődően újra a füzéri járáshoz tartozik. |
| Pálházai       | Kishuta        | Hozzátartozik: Kemencpatak, Kőkapu, Rostáló Más néven Sompataki Kishuta. 1862 és 1877 között biztosan a gönci járás része, 1882-től kezdődően újra a füzéri járáshoz tartozik.                                                        |
| Pálházai       | Nagybózsva     | 1862 és 1877 között biztosan a gönci járás része, 1882-től kezdődően újra a füzéri járáshoz tartozik. |
| Pálházai       | Nagyhuta       | Hozzátartozik: Somhegy. Más néven Sompataki Nagyhuta. 1862 és 1877 között biztosan a gönci járás része, 1882-től kezdődően újra a füzér járáshoz tartozik.                                                                            |
| Pálházai       | Pálháza        | 1862 és 1877 között biztosan a gönci járás része, 1882-től kezdődően újra a füzéri járáshoz tartozik. |
| Ránkfüredi     | Bátyok         | |
| Ránkfüredi     | Felsőkemence   | |
| Ránkfüredi     | Ósvacsákány    | |
| Ránkfüredi     | Ránk           | |
| Ránkfüredi     | Ránkfüred      | Herlein vagy Herlány formában is |
| Ránkfüredi     | Zsir           | |
| Önálló         | Telkibánya     | A járás egyetlen nagyközsége. Hozzátartozott Alsó-, Felsőmasszamalom, Cserepes, Gunyamajor, Potácsház, Zöldmáj Alsó-, Felsőtörő 1862 és 1882 között biztosan a gönci járás része, 1882-től kezdődően újra a füzéri járáshoz tartozik. |

Az 1850-es években többször is változott a járás területe és elnevezése. 1849-1853 között a korábbi füzéri néven ismert járás településeinek nagy része a Zsadányi járásba volt beosztva. Kivéve az alábbi települések, melyek a rozgonyi járáshoz kerültek (később kassai): Benyék, Alsó-és Felsőolcsvár, Rás, Abaújharszti, Györgyi, Kassaújfalu, Ránk, Ránkfüred, Rozgony, Vajkóc, Zsír. Ezekenkívül még Alsó-Felsőkemence, Bátyok, Kelecsényborda, Füzérnádaska, Ósvacsákány Petőszinye, Zdoba. Az utóbbiak az újabb, 1854-es közigazgatási rendezés értelmében átkerültek az alsómislyei járásba, mely a korábbi zsadányi járás új elnevezése volt. 
Kishuta, Telkibánya és Zsujta először a Zsadányi, majd a szántói járáshoz tartoztak (Kishutát később átcsatolták a mislyei járásba).
Az átszervezések során Királynép először a rozgonyi, majd az eperjesi járás része volt. A később Zemplénhez csatolt településeket (Alsóregmec, Biste, Felsőregmec, Mátyásháza, Kiskázmér, Mikóháza, Vily) a zsadányi járásba sorolták (Bányácska-Széphalom nincs említve), később már Zemplén vármegye sátoraljaújhelyi járásához tartoztak.

### Körjegyzőségek
1892-től ismert a járás körjegyzőségbe tagolása (vastagon szedve a székhely, zárójelben a hozzátartozó települések):
- Petőszinye (Alsókemence, Bátyok, Felsőkemence, Füzérnádaska, Györgyi, Kelecsenyborda, Magyarbőd, Ósvacsákány, Ránk, Ránkfüred, Zsir)
- Garbócbogdány (Alsócsáj, Balogd, Felsőcsáj, Györke, Ósva, Regeteruszka)
- Alsómislye (Alsóhutka, Felsőhutka, Felsőmislye, Hernádzsadány)
- Alsókéked 1900-tól Abaújvári néven (Abaújnádasd, Abaújvár, Felsőkéked, Pányok, Zsujta)
- Nagyszalánc (Abaújrákos, Kalsa, Kisszalánc, Szalánchuta, Szaláncújváros, Újszállás)
- Pálháza (Filkeháza, Füzérradvány, Kisbózsva, Kishuta, Kovácsvágás, Nagybózsva, Nagyhuta, Nyíri, Vágáshuta)
- Füzérkomlós (Eszkáros, Füzérkajata, Füzér, Hollóháza, Pusztafalu)
- Hernádcsány füzéri járáshoz csatolását követően egy új körjegyzőség került kialakításra Hernádzsadány központtal (Csány, Eszkáros), valamint Nyíri település átkerült a Pálházi körjegyzőségből a füzéri (vagy másképp komlósiba).
- Egy évvel később újabb körjegyzőséget alakítottak ki a Petőszinyei kör településeinek egy részéből, Ránkfüred központtal (Bátyok, Felsőkemence, Ósvacsákány, Ránk, Zsir). Ezzel egy időben Győrkét áthelyezték a garbócbogdányi körjegyzőségből a Petőszinyeibe.

Az 1904. évi XXXVI. törvénycikk 1§-a értelmében a körjegyzőségi (községi jegyzőségeknek) és anyakönyvi kerületeknek egybe kellett esniük, ami alól csak külön engedéllyel térhettek el (ez a járásból csak Zsujta esetében történt meg, mely az abaújvári körjegyzőséghez, de a gönci anyakönyvi kerületbe tartozott). Ezt szem előtt tartva a meglévő körjegyzősek között átcsoportosítások történtek, illetve egy új (Füzérradványi) is kialakításra került. Az új beosztás, mely 1908. január elsejétől lépett életbe:
1. Telkibánya
2. Abaújvár (Alsókéked, Felsőkéked, Pányok, Zsujta)
3. Alsómislye (Alsóhutka, Felsőhutka, Felsőmislye)
4. Füzérkomlós (Füzér, Hollóháza, Nyíri, Pusztafalu)
5. Füzérradvány (Füzérkajata, Kovácsvágás, Vágáshuta)
6. Garbócbogdány (Abaújrákos, Alsócsáj, Balogd, Felsőcsáj, Ósva, Regeteruszka)
7. Hernádcsány   (Abaújnádasd, Eszkáros, Hernádgönyü, Hernádzsadány)
8. Magyarbőd (Alsókemence, Füzérnádaska, Györgyi, Győrke, Kelecsenyborda, Petőszinye)
9. Nagyszalánc (Kalsa, Kisszalánc, Szalánchuta, Szaláncújváros, Újszállás)
10. Pálháza (Filkeháza, Kisbózsva, Kishuta, Nagybózsva, Nagyhuta)
11. Ránkfüred  (Bátyok, Felsőkemence, Ósvacsákány, Ránk, Zsir)

### A járás korábbi települései
A Barsi János által szerkesztett történeti helységnévtár szerint a járáshoz a fent felsoroltakon kívül (nem számítva Hernádcsányt és Hernádgönyüt) a XVIII-XIX. század fordulóján további települések tartoztak.
Az alábbi települések a XVIII-XIX. század fordulóján még a füzéri járáshoz tartoztak, 1862-es adat szerint a gönci járásba voltak beosztva, 1881-ben pedig Abaúj vármegyéből Zemplén vármegye településeihez sorolták:
1. Alsóregmec
2. Bányácska/Széphalom
3. Biste
4. Felsőregmec / Mátyásháza [39]
5. Kiskázmér
6. Mikóháza
7. Vily

A következő települések szintén a füzéri járás részei voltak a XVIII. század végétől legalább 1877-ig (nem tekintve az 1850-es éveket). Az 1882-es helységnévtár szerint azonban már a kassai járáshoz tartoztak:
1. Abaszéplak, Krásna (nad Hornádom), korábban Síplak, hozzátartozik Hosszúszer és Rövidszer
2. Széplakapáti, hozzátartozik Lebenye vagy Lebenyemajor, szlovákul Opátska, Abaszéplakkal összeépült község, 1945 óta Abaszéplak része, 1976 óta mindkét település Kassához tartozik
3. Szilvásapáti, ma Vyšné Opátske, Kassa településrésze
4. Abaújharaszti
5. Alsóolcsvár
6. Felsőolcsvár, ma mindkét település Kassaolcsvár része
7. Benyék
8. Beszter
9. Zdoba, Izdoba, ma mindkét település Izdobabeszter része
10. Kassaújfalu, Kassa településrésze
11. Királynépe
12. Lengyelfalva
13. Rás
14. Rozgony
15. Vajkóc

## Tisztségviselői
A járás élén a főszolgabíró állt, aki közigazgatási és igazságszolgáltatási feladatokat látott el. Ők közölték például a rendeleteket a községekkel és ellenőrizték azok végrehajtást, illetve beleszólhattak a községi ügyekbe. Közbenjártak szerződéskötéseknél és végrendeletek készítésénél is. Bűneseteknél tanúkat hallgattak ki, és vizsgálatokat folytattak le. Kezdetben kizárólag nemesek tölthették be a tisztséget, 1848 után azonban ez a kikötés megszűnt. A tisztséghez a vármegyei közgyűlés általi megszavazás útján lehetett jutni. A vármegyék a közgyűlésüket változó időközönként hívták össze, ezért a tisztség betöltésének időtartama is változó volt, de általában egy évre szólt, 1886-tól tisztségük időtartamát 6 évben határozták meg és hatáskörüket kiterjesztették. Minden járásban egy főszolgabírót és egy alszolgabírót választottak (a Magyar Helytartó Tanács 1842-től engedélyezte egy járásban egyszerre két alszolgabíró alkalmazását), akik a járást kisebb részekre osztó egy-egy kerületben látták el a szolgabírói feladatokat úgy, hogy a főszolgabírónak is volt egy saját kerülete (a füzéri járás kerületei 1862-ből ismertek).
Az 1850-es években a polgári közigazgatás (provizórium és definitívum) éveiben új rendszerben működött a vármegyei élet is. A központi (vármegyei) és külső (járási) hivatalnokokat nem választották, hanem kinevezték. A kialakított kerületeket a kerületi főispán, a vármegyék pedig megyefőnöknek nevezett elöljárók irányították, a járás élén a járási biztosnak nevezett hivatalnok állt. Ezek között gyakran tűntek fel osztrák területekről érkező Bach-huszárok.

### Főszolgabírók
A járás alábbi főszolgabírói ismertek:
| Név                     | Hivatali idő         |
| ----------------------- | -------------------- |
| Olchváry István         | 1646                 |
| Zombory Gábor           | 1784-1798            |
| Zombory Ferenc          | 1810                 |
| Rakovszky Antal         | 1829-1833            |
| Kelcz István            | 1833-1838            |
| Lánczy József           | 1838-1841            |
| Bárczay Albert          | 1841-1846            |
| Jakabfalvy Ferenc       | 1848                 |
| Soós Sándor             | 1849-1854, 1858      |
| Schulz (Schulcz) József | 1855-1856, 1859-1860 |
| Bodnár Bertalan         | 1860-62              |
| Kelcz Gyula             | 1867-1871            |
| Puky István             | 1872-1883            |
| Bodnár Ernő             | 1883-1898            |
| Koós Béla               | 1898-1918            |

Az elvesztett világháború után 1919. márciusáig adtak haladékot a megyei tisztviselőknek, hogy elhagyják a cseh csapatok által megszállt területeket. A zsadányi szolgabírói állásra Vrchovina Miklós nevezték ki.

#### Zombory Gábor
Született 1754. április 9-én, elhunyt Alsóolcsváron, 1808. augusztus 15-én. Főhadnagy, majd kapitány az Abaúj megyei felkelő nemes seregben.
Felesége Kelcz Erzsébet, akivel 1782. július 9-én kötött házasságot.

#### Zombory Ferenc
Született 1768. augusztus 15-én Sajóörösön, meghalt Alsókékeden, 1844. május 13-án. 1833-ban Abaúj vármegye másodalispánja és több vármegye táblabírája.

#### Rakovszky Antal
Rakovszky István kapítány (1723-1795) és Zombory Ilona gyermekeként született 1779-ben. 1833-ban hunyt el

#### Kelcz István
1792. július 17-én született Rozgonyban, Kelcz Zsigmond és Fekete Anna († Rozgony, 1847. február 25., 77 éves korában) fiaként. 1829-től vármegyei aljegyző, szolgabírói munkája után, 1838-ban főjegyzővé, majd 1846-ban másodalispánná választják. Rozgonyban hunyt el, 1863. február 3-án.

#### Lánczy József
1833-ban vármegyei másodaljegyző. 1838-ban választották főszolgabíróvá

#### Bárczay Albert
1838-1841 között a füzéri járás alszolgabírája, majd főszolgabírája. Az 1848-as választások alkalmával a füzéri kerület országgyűlési képviselője lett. A későbbi abaúji és tornai főispán.

#### Jakabfalvy Ferenc
1807. augusztus 30-án született Budán, Jakabfalvy András magyar királyi helytartósági titkárának és Szilassy Johannának fiaként, testvére Jakabfalvy András volt. Sárospatakon tanult jogot, majd Eperjesre került a kerületi táblához Bujanovics Vince mellé jurátusnak. Ezután Pesten, a Kúriánál volt joggyakornok egy évig, majd anyai nagyapja, Szilassy József főispán közbenjárására Pápára került kerületi ülnöknek. Ezután szintén nagyapja nevezte ki tiszteletbeli Zemplén vármegyei tiszteletbeli jegyzőnek. 1831-1832-ben táblabíróként működött. 1833-ban Kelcz István megürült helyére nevezik ki vármegyei aljegyzőnek. 1848-ban választották meg Bárczay Albert helyére főszolgabírónak és Gecsén nemzetőr kapitánynak. A szabadságharc idején pesti rokonainál húzódott meg. 1860-ban újra megválasztották szolgabírónak, de nem sokkal később visszaadta a megbízatását. Egyik alapítója volt a kassai Penny-banknak (Felsőmagyarországi népgazdászati kölcsönös hitel- és takarékegylet), melynek alelnöke is volt. A vármegye bizottsági tagja, a kassai református egyháztanács tagja, továbbá a kassai színház választmányának alelnöke. 1876-ban királyi tanácsosi kinevezést kapott. Ugyanebben az évben Deák Ferencz emlékének címmel alapítványt hozott létre, annak emlékére, hogy a királyné meglátogatta Deák ravatalát. Az alapítvánnyal a legszegényebb abaújiakat kívánta támogatni. Az adományok kiosztására, minden év december 24-én a királyné születésnapján került sor. Rudolf trónörökös menyegzője alkalmából is 1000 forintos alapítványt tett. 1893. április 15-én hunyt el Kassán. Holttestét a csobaji családi sírboltba szállították.

#### Soós Sándor
Soós Sándor Napóleon Benjámin 1804. augusztus 7-én született Kassán, Sóvári Soós György (1773-1832) és Udvarnoki Rholly Anna fiaként. 1826-ban a Máriássy gyalogezred hadapródjaként kezdte katonai pályafutását, majd 1828-29-ben királyi testőr. 1848-ban nemzetőri őrnagynak jelentkezett. Részt vett a kassai ütközetben, majd bujdosni kényszerült. Később önként feladta magát és kegyelmet kapott. Főszolgabírósága idején sokaknak segített elkerülni a szabadságharc utáni megtorlást. 1850-től foglalkozott selyem előállításával, abaújnádasdi és tállyai birtokán. 1874-ben Abaúj és Zemplén vármegye selyemtenyésztési felügyelőjének nevezték ki, s mint ilyen szervezte meg Kassa környékén a selyemtenyésztést. Az általa előállított motollált selymet a bécsi iparkamara és milánói gyárosok is kiválónak minősítették, de Magyarországon is számos elismerést nyert. Elhunyt Kassán, 1879. augusztus 4-én, holttestét a nádasdi családi kriptába szállították.
Első felesége báró Schuster Natália (Dés, 1811. június 3.- Kassa, 1854. január 31), kivel 1830. június 4-én lépett házasságra. Házasságukból a következő, felnőttkort megélt gyermekek születtek:
1. Ágost György József Lőrinc (meghalt 1851. május 13.)[95]
2. Alexandra Mária Lujza Jozefa (1831[96]-Lőcse, 1905)[97] Csáky Rezső, Szepes vármegye örökös főispánjának felesége
3. Sándor Vilmos Elemér (Nádasd, 1844. július 15. – Budapest, 1929. február 1.[98]
4. Natália Stefánia (1848. november 28. – 1923. július 6.)[99] első férje Márffy Géza, második férje Bárczay András (1808–1888), harmadik férje Darvas Imre volt.

Második felesége Pyrker Johanna (1823-1876)
1. Aladár György János (Nádasd, 1862. július 11.[100] – Pozsony, 1908. október 5.[101]) kataszteri mérnök, felesége Vass Ilona volt, akivel Egerben, 1889. május 4-én kötött házasságot.[102]

Harmadik felesége Mihálcsik Borbála volt.

#### Bodnár Ernő

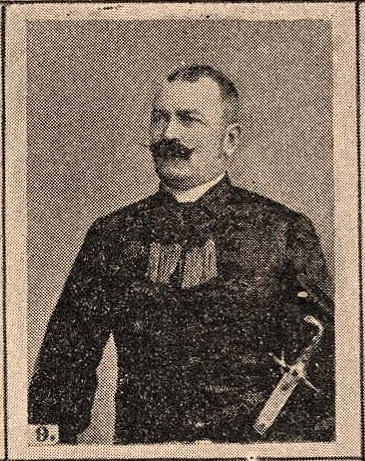
Bodnár Ernő, 1896-ban

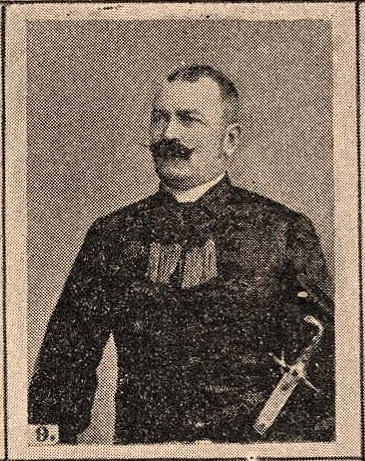
Bodnár Ernő, 1896-ban

Bodnár Ernő Bertalan 1853. július 14-én született Alsócsájban figei Bodnár Bertalan és Füzesséy Matild egyetlen fiaként. 1878-ban a kassai járásban írnok és tiszteletbeli segédszolgabíró, később segédszolgabíró. Az 1883 decemberi vármegyei tisztújítás alkalmával Puky Istvánt megelőzve választották füzér járásbeli szolgabíróvá. 1892-ben és 1895-ben is indult az országgyűlési választásokon, a garbócbogdányi kerület szabadelvű párti jelöltjeként. 1892-ben Károlyi Lászlóval, a Nemzeti Párt jelöltjével, 1896-ben Károlyi Sándorral, ugyanazon párti jelölttel szemben maradt alul (aki 631 szótöbbséggel nyert). Kassán hunyt el 1903. június 4-én.
Első felesége Vashegyi Paula (Vashegyi Antal és László Mária leánya) volt, kivel Koksómindszenten lépett házasságra, 1882. január 12-én.
- Házasságukból egy gyermek született, Margit Mária Matild (Csontosfalva, 1884. január 10.-?)[114]
Második felesége Viczmándy Mária volt, aki 1872. február 24-én született Lasztócon, Viczmándy Viktor (1822-1896)[115] 1848/49-es honvédszázados, a gálszácsi járás főszolgabírájának[116] és Reviczky Zsuzsanna leányaként. Tőle született másik leánya:
- Mária Erzsébet (Kassa, 1892. augusztus 18-?), aki 1916. szeptember 30-án Orosházán ment feleségül Kerekes Józsefhez[117]

#### Kelcz Gyula
Rozgonyban született 1836. április 21-én, Kelcz Vince (1809–1845. január 20.), alszolgabíró, ítélő táblai ülnök és felesége Vouvermans Karolina (1805– Rozgony, 1845. február 2.) egyetlen fiaként. 1867-ben került a füzéri járásba főszolgabíróként és 1871 végén mentették fel állásából, amikor kinevezték a kassai törvényszékre bírónak. Meghalt Kassán, 1872. május 21-én.
1867-ben Karsa Tamás megyei főjegyző jegyezte fel a járások kerületekbe (szakaszokba) történő beosztását. Eszerint az előzőektől gyökeresen eltérő volt az új felosztás (Széplakapáti, és Borda nem szerepel a listában):
- Első kerület (szakasz): Györke, Nagyszalánc, Rozgony, Magyarbőd, Petőszinye, Kelecsény, Benyék. Az előző felosztáshoz képest új települések: Alsókemence, Felsőkemence, Alsóolcsvár, Felsőolcsvár, Bátyok, Ósvacsákány, Györgyi, Abaújharaszti, Királynép, Füzérnádaska, Ránk, Rás, Tarnavajkóc, Zsír (a korábbi első alszolgabíró kerületéből).
- Második kerület (szakasz): Kassaújfalu, Zdoba, Beszter, Lengyelfalva. Az előző felosztáshoz képest új települések: Alsóhutka, Felsőhutka, Ósva, Regeteruszka, Széplak (a korábbi főszolgabírói kerületből), valamint Alsómislye, Felsőmislye, Bologd, Felsőcsáj, Füzér, Hollóháza, Füzérkajata, Füzérkomlós, Pusztafalu, Zsujta (a korábbi második alszolgabíró kerületéből).
- Harmadik kerület(szakasz): Alsócsáj, Bogdány, Garbóc, Eszkáros, Újvár, Pányok, Alsókéked, Felsőkéked. Az előző felosztáshoz képest új települések: Kalsa, Kisszalánc, Abaújnádasd, Abaújrákos, Szalánchuta, Újszállás, Szaláncújváros, Hernádzsadány (a korábbi főszolgabírói kerületből).

Felesége Szmrecsányi Zsófia volt (Szmrecsányi Ödön (Jenő) és Berzeviczy Mária lánya, meghalt Kassán, 1882-ben) kitől a következő gyermekei születtek:
1. Jenő Félix Gyula (1859. augusztus 4.[124] – 1890. június 28.)[125] A szikszói járás főszolgabírája.
2. Vince György József (1861. március 19.[126] – 1909. augusztus 14.)[127] honvédszázados, A bécsi biztosító intézet kassai képviselőségének titkára.[128] Egy Rozgonyban tartott vadászat során hirtelen rosszul lett és szívrohamban meghalt.[129] 
Felesége báró hohenvesti Töply Fanni (az 1905-ben elhunyt Töply János altábornagy[130] és Szardagna Magdolna lánya) volt, akivel Kassán, 1887. augusztus 11-én kelt egybe.[131]
3. Anna Johanna Karolina Mária (1865. április 8.[132]- 1925. november 21.)[133] Férje Udránszky József, miniszteri tanácsos, kormánybiztos
4. Gyula Gábor Pál Vendel (1866. május 19.[134] – 1916. március 6.)[135] kamarás, Bars vármegye főispánja, a Vaskorona rend III. osztályának tulajdonosa
5. Péter József János Antal (1868. április 28.[136] – 1877. április 3.)[137]
6. Zsófia Johanna Emma (1869. december 28.[138] – 1899. augusztus 7.)[139] Férje Udránszky László, orvos, fiziológus, egyetemi tanár, az MTA levelező tagja.
7. Emma Anna Georgina Karolina (1871. január 16.[140] -1947. november 6.),[141] Férje, kivel 1893. február 11-én kelt egybe,[142] Fráter Jenő (1867-1945), altábornagy, az Egységes Párt országgyűlési képviselője,[143] Vértes község díszpolgára (1926).[144][145]

#### Puky István

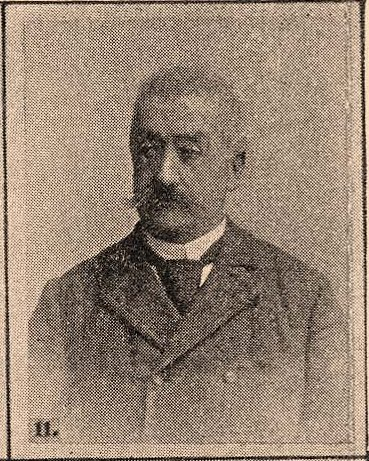
Puky István, a szikszói járás főszolgabírájaként, 1896-ban

Bizáki Puky István Pál 1827. március 15-én született Puky Antal Abaúj vármegye alispánja és felesége Balogh Krisztina fiaként. 1848- ban az Országos Honvédelmi Bizottmány tiszteletbeli jegyzője volt. 1867-ben választották meg a füzéri járás alszolgabírájáva. 1871 december 23-án tartott vármegyei gyűlésen választották meg a füzéri járás főszolgabírájává, baloldaliként. 1881- ben főszolgabírói munkáját komoly vádak érték, mely vádak egy részét alszolgabírója, Karsa István fogalmazta meg. Emellett az egyik vármegyei lapban jelentek meg munkáját kifogásoló írások. A Hernádvölgyi álnevet használó bíráló fő hibaként hozta fel, hogy a főszolgabíró 1880. novemberétől nem tett körutat a járásban, illetve, hogy a közrend megőrzésében sem jeleskedett, erre legjobb példa székhelye, Zsujta, ahol mindennaposak a rendbontások. Azzal is gyanúsították a főszolgabírót, hogy az csak aláírásával járult hozzá az ügyek intézéséhez, érdemi munkával nem, helyette inkább alszik. Az ügy tisztázására vizsgálat indult, mely megállapította a vádak megalapozatlanságát és Puky fölmentették. Szintén megállapítást nyert, hogy Karsa Istvánt személyes bosszú vezérelte, ellene kötelességsértés és alaptalan vádaskodás miatt indult eljárás.
Egy évvel ezután ismét munkáját bíráló írás jelent meg. Ezúttal a füzéri Csalánfi S. álnevet használó füzéri plébánost, Bella Soma illette a korábbiakhoz részben hasonló vádakkal. Felemlíti az elmaradó szolgabíró látogatást a faluban (utoljára 1882. októberben), illetve a rossz állapotú utakat, valamint a közrend hiányát. Bella a sok iskolai hiányzás miatt is próbált állítása szerint a főszolgabíróhoz fordulni, s mikor a vizsgálat megállapította a hiányosságokat és a községi bírót 20 forint bírsággal sújtotta a helybéliek fellázadtak a pap ellen, mert a főszolgabíró felbujtotta őket ("köszönjétek a papnak"). Puky szerint a lakosok amiatt lázongtak mert a pap a faluban járkálva kutyákra és disznókra lövöldözött, amit részben el is ismert Bella, mondván a saját kertjében lőtt, hogy terményét megvédje az őrizetlen disznóktól. Puky a többi vád ellen védekezve elmondta, hogy többször is volt Füzéren, vádlójának csak azért emlékezetes 1882. októberi látogatása, mert akkor büntette meg őt cselédkönyvnélküli cseléd tartása miatt (a plébános elismerte a rá kimért büntetést, de állítása szerint felmentették). Az útjavítás elmaradását Puky cáfolja, mondván, az út ki lett javítva, csak azóta már előnytelen földrajzi fekvése miatt ment újra tönkre. Utolsó vádjára azzal reagált, hogy sohasem tett panaszt a szolgabírói hivatalnál a garázdaságok miatt. A két cikk nem mellőzi a személyeskedést sem. Később folytatták a polémiát, ekkor már a füzéri járás lelkészei közül többen csatlakoztak Csalánfi S. mellé.
Puky járásbeli szolgálatában töltött 16 évére az előbb felsoroltak rányomták bélyegüket, mert amikor az 1883 decemberi vármegyei tisztújítás alkalmával újra jelöltette magát főszolgabírónak a szavazásból vetélytársa, Bodnár Ernő került ki győztesen, aki 116 szavazatot kapott, őt követte Puky 101 és Gálos József, a harmadik induló, 1 szavazattal. Később, 1889-ben a szikszói főszolgabírói állásért pályázott, amit meg is nyert (ellenfelek nélkül, közfelkiáltással választották meg) és melyet 1897-es nyugdíjazásáig töltött be. 1904. december 18-án hunyt el Zsujtán. Holttestét az alsómérai családi kriptában helyezték örök nyugalomra. 1848. augusztus 23-án Felsőcécén Fáy Katalinnal (elhunyt Szikszón, 1893. február 9-én, 66 évesen) kötött házasságát bő gyermekáldás kísérte:
1. István József (Felsőcéce, 1849. július 28.[161]- Méra, 1851. március 13.)[162]
2. András (Méra, 1850. december 25.[163] – Zsujta, 1866. május 9.)[164]
3. Antal János (Zsujta, 1852. március 31.[165] – 1856. május 17.)[166]
4. István (Zsujta, 1853. május 10.[167] – 1853. május 21.)[168]
5. Iván Albert (Bertalan) (Zsujta, 1855. november 2.[169] – Zsujta, 1930. október)[170] 1878-ban már a gönci járás alszolgabírója,[104] és az is marad 1889-ig. Az 1883-as tisztújítás alkalmával indult a gönci járás főszolgabírói posztjáért, de a szavazás végeredményének kihirdetése előtt visszalépett.[107][171] 1889-ben újrapályázott a gönci főszolgabírói posztra, amit meg is nyert. 1892-ben és 1895-ben Vécsey Endre országgyűlési képviselővel (korábban a gönci járás főszolgabírójaként felettese) került vitába.[172][173] Az utóbbi után már nem jelölték Pukyt a főszolgabírói állásra.[174] Felesége Karsa Jolán volt.
6. Ilona Katalin (Zsujta, 1857. június 26.[175]-?)
7. Géza Olivér (Szala, 1859. november 25.[176] – ?) honvédszázados, felesége Komlósy Mária, kivel 1898. június 15-én kelt egybe[177]
8. Borbála Gizella (Szala, 1861. május 2.[178]-1933)[179] 1885. április 8-án, Zsujtán feleségül ment Lipcsey Ervin főügyészhelyetteshez[180]
9. István (Szala, 1863. április 15.[181]-1946)[182] Iglón érettségizett 1882-ben, majd Budapesten jogot végzett. Tanulmányai végeztével a Máv szolgálatába lépett és 40 éven át szolgált az igazgatósági titkárságnál. Főfelügyelőként nyugdíjazták[183] Felesége Bossányi Gizella (Sajószöged, 1871. január 3),[184] Bossányi Miksa és Bodnár Katalin leánya volt,[185] aki 1931. szeptember 30-án hunyt el egy baleset következtében. A járdán megcsúszva elesett és olyan súlyos koponyasérülést szenvedett, hogy még a mentőkocsiban belehalt sérülésébe.[186][187]
10. Lajos (Zsujta, 1865. december 31.[188] – 1904. május 12.)[189] uradalmi tiszt
11. Miklós Béla (Zsujta, 1872. január 30.[190] – 1938)[191] első felesége Ottó Mici, második felesége, kivel 1904-ben Ohióban kötött házasságot, Zutica Emma volt.[192]

#### Bodnár Ernő
Bodnár Ernő Bertalan 1853. július 14-én született Alsócsájban figei Bodnár Bertalan és Füzesséy Matild egyetlen fiaként. 1878-ban a kassai járásban írnok és tiszteletbeli segédszolgabíró, később segédszolgabíró. Az 1883 decemberi vármegyei tisztújítás alkalmával Puky Istvánt megelőzve választották füzér járásbeli szolgabíróvá. 1892-ben és 1895-ben is indult az országgyűlési választásokon, a garbócbogdányi kerület szabadelvű párti jelöltjeként. 1892-ben Károlyi Lászlóval, a Nemzeti Párt jelöltjével, 1896-ben Károlyi Sándorral, ugyanazon párti jelölttel szemben maradt alul (aki 631 szótöbbséggel nyert).
Első felesége Vashegyi Paula (Vashegyi Antal és László Mária leánya) volt, kivel Koksómindszenten lépett házasságra, 1882. január 12-én.
- Házasságukból egy gyermek született, Margit Mária Matild (Csontosfalva, 1884. január 10.-?)[114]
Második felesége Viczmándy Mária volt, aki 1872. február 24-én született Lasztócon, Viczmándy Viktor (1822-1896)[115] 1848/49-es honvédszázados, a gálszácsi járás főszolgabírájának[116] és Reviczky Zsuzsanna leányaként. Tőle született másik leánya:
- Mária Erzsébet (Kassa, 1892. augusztus 18-?), aki 1916. szeptember 30-án Orosházán ment feleségül Kerekes Józsefhez[117]

#### Koós Béla
Koós Béla Imre Aladár (1867. június 19.-1926. december 16.) Kassán született lendvai Koós Kálmán (Csécs, 1831. december 18. -Hernádzsadány, 1900. szeptember 9.) ügyvéd, Abaúj vármegye tiszti főügyésze, Kassa járásbeli főszolgabíró, 1881-től Abaúj vármegye levéltárnoka és Melczer Róza fiaként. Nagyapja, Koós Imre (elhunyt Kassán, 1879. január 4-én, 85 éves korában) szintén szolgabíró volt, majd Abaúj vármegye főügyésze.
Közigazgatási pályáját a kassai járásban kezdte közigazgatási gyakornokként (1891). 1891 áprilisában indult a füzéri járás alszolgabíró tisztéért, de Dobozy Istvánnal szemben alulmaradt; Koós Béla 64 szavazatot kapott míg Dobozy 100-at. 1892 márciusában Gedeon Aladárt a tornai járás addigi alszolgabíróját főszolgabíróvá választották, az ő megüresedett helyére pályázott Váczy József és Koós Béla. A választás 46 szótöbbséggel Koós nyerte. Megválasztását követő hónapban Darvas főispán áthelyezte a szikszói járásba alszolgabírónak (helyére az addigi szikszói alszolgabíró, Fáy Barna került). 1895-ben már a csereháti járásban alszolgabíró. Az év végi tisztújítás alkalmával pályázott a Puky Bertalan távozása után megüresedett főszolgabírói állásra a gönci járásban, de Dobozy Istvánnal szemben alulmaradt. A csereháti járásban maradt egészen 1898-ig, mikor az addigi füzéri főszolgabíró, Bodnár Ernő leköszönt és a március 29-én megtartott közgyűlésen Koós Bélát választották meg helyére. A szavazást megelőzően Hernádzsadányban értekezletet tartottak, melyen a választásra jogosult bizottsági tagok Putnoky Sándor füzéri alszolgabíró mellett foglalt állást. Az értekezlet jegyzőkönyvét kiküldték a járás többi bizottsági tagjának, arra kérve őket, azt figyelembe véve támogassák Putnokyt a választások során. Rajtuk kívül még Berzeviczy Gyula indult a posztért, de visszalépett Koós javára. Ezzel lehetővé téve, hogy Koós 3 szavazattal legyőzze Putnokyt.
1904-ben Koós, Ostermann Pál esperes és Jungmann Géza lelkész hathatós közreműködésével közadakozásból helyeztek el márvány emléktáblákat a füzéri járás két településén a magyar történelem két jelentős személyiségére emlékezve. Az egyik a Csákányi evangélikus templomban kapott helyett, amely Dessewffy Arisztid keresztelésének állít emléket. A másikat a felsőkemencei evangélikus templomban helyezték el, és Kossuth Lajos helybeli konfirmációjáról emlékezett meg. A főszolgabíró mindkét helyen beszédet tartott az emléktáblák leleplezése előtt.

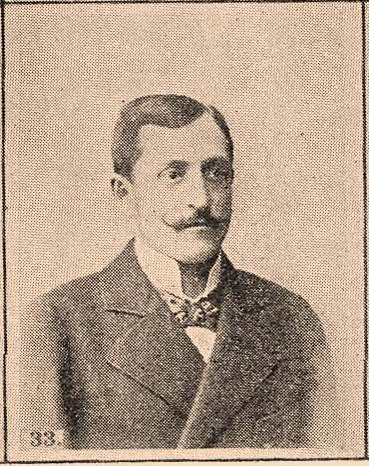
Koós Béla, a csereháti járás alszolgabírójaként, 1896-ban

1905. október 30-án a vármegye főispánját saját kérésére felmentették és helyére Pongrácz Ferenc grófot nevezték ki. Az országban ekkor rendkívüli helyzet uralkodott. Az ideiglenesen kinevezett kormány támogatottsága elenyésző volt, így Abaúj vármegye sem ismerte el. Az új főispán sem rendelkezett helyi támogatókkal; az első eskütételi időpontra csupán egy embert tudott maga mellé állítani (Schmidt Dezső tiszteletbeli főszolgabírót), így inkább elhalasztotta a hivatalos beiktatását, amire csak december 4-én került sor. A vármegye ezután sem működött együtt az új főispánnal, ezért Pongrácz elkezdte a tisztségviselőket saját embereire cserélni, a sort Ferdinandy Gyulával, a vármegye első aljegyzőjével, tiszteletbeli főjegyzőjével, nyitotta december 16-án. Nem sokkal később a járásokra került a sor, december végén az összes főszolgabírót elmozdították állásából, ám az átadás-átvétel csak később és nem önszántukból történt meg.
1906. január 27-én került sor a füzéri járás átadására az újonnan kinevezett tisztviselőknek. Előző nap a hernádzsadányi főszolgabírói hivatalhoz vezényeltek egy század gyalogos katonát, egy szakasz huszárt és 50 csendőrt és egy csendőrfőhadnagyot, hogy az esetleges atrocitásokat megelőzzék. A házakon gyászlobogók és "nemzeti gyásznap" feliratok jelentek meg, amiket a csendőrséggel távolíttatták el, illetve a bevonuló új személyzetet több helyen is "hazaáruló" és "abcug" kiáltásokkal fogadták. Az átadáson megjelent az újonnan kinevezett fő-és alszolgabíró (Schmidt Dezső és Csorba Sándor), a főszolgabíró apósa, Péchy Béla, útbiztos és Páris Gábor, alispánhelyettes.
A csendőrség bevonásával kényszerítették Ajkay Miklós szolgabírót a hivatali helyiség kinyitására, majd miután Koós sem volt hajlandó önként átadni hivatalát, őt valamint két szolgabíróját erőszakkal távolították el. Schmidt Dezső nemcsak a hivatalt, hanem a hozzátartozó szolgálati lakást is elfoglalta, Koós Eszkárosra költözött. Azonban a lakás kulcsait egy Vass Sándor nevű ügyvédnél helyezték el, amiket az Schmidt felszólítása ellenére sem adta át így kénytelen volt feltöretni a lakást. (Emiatt Koós később „házijog megsértése, magánlaksértés, ingó vagyon rongálása és hivatalos karhatalommal való visszaélés” miatt nyújtott be feljelentést Schmidt ellen. A hernádzsadányi járásbíróság Schmidt Dezsőt az ellene felhozott vádakban bűnösnek találta és 3 napi fogházra, vagy 50 korona pénzbüntetésre ítélte. Februárban a füzéri járás alkotmányvédő bizottsága, Forgách István és Hammersberg László vezetésével kétnyelvű (magyar-szlovák) plakátokon buzdította a járás lakosságát, hogy ne működjön együtt a kinevezett vármegyei és járási hivatalnokokkal (adót ne fizessenek, sorozáson ne jelenjenek meg). Emiatt perbe fogták őket izgatás címén, a vádakat végül ejtették, arra hivatkozva, hogy mivel a kormány az országgyűléstől költségvetési felhatalmazást nem kapott, az állampolgárok nem tartoznak teljesíteni adófizetési és katonai kötelezettségeiket, s ennélfogva Forgách és társai az említett fölhívással nem buzdították a lakosságot törvényellenes cselekedetekre. A vármegyében (és az országban) uralkodó patthelyzet megoldása az lett, hogy új választásokat írtak ki és Pongrác főispán lemondott.
Az új kinevezett főispán Rakovszky Endre, korábbi alispán lett. Koós indult az így megüresedett alispáni székért Puky Endre főjegyző ellenében. Mindketten körlevelekben igyekeztek maguk mellé állítani a szavazásra jogosult megyebizottsági tagokat. A május végén megtartott vármegyei közgyűlésen végül Puky Endrét 171 szavazattal megválasztották alispánnak (Koósra 42-en adták voksukat) 1908. június végén 10 éves füzéri szolgabírósága megünneplésére alszolgabírója, Gedeon Aladár jelentős ünnepséget szervezett, melyek Hernádzsadányban és a kékedi fürdőben zajlottak 150 fő részvételével. 1911 januárjában felfüggesztették hivatalából (helyettesítésére Fáy Barna kassai tiszteletbeli főszolgabírót rendelték ki), mert felmerült a gyanú, hogy 12 éven keresztül az italmérési ügyekhez kapcsolódó napi díját jogtalanul vette fel. A Kassai Munkás című lap szerint az ügy hátterében az állt, hogy a Függetlenségi Párt akarta indítani Koóst az alispáni tisztségért, ami politikai ellenfeleinek nem tetszett, ezért Koóst le akarták járatni. A lefolytatott vizsgálat, során a gyanú beigazolódott és májusban Koóst 200 korona pénzbüntetésre ítélték, de hivatalába visszahelyezték. A király 1917. július 31-ével Sáros vármegye főispánjává nevezte ki, mely hivatalát nem sokáig viselte, mert 1920. januárjában a garbócbogdányi kerület képviselőségre esélyesnek tartották, mégis visszalépett. Ezután Kassán élt visszavonultan egészen haláláig. Számos pénzintézet és kereskedelmi vállalat működésben vett részt, többek között a zsadányi takarékpénztár igazgatója volt. A kassai Rozália sírkertben lévő családi kriptába helyezték örök nyugalomra.
 Felesége Mezőssy Margit (Tolcsva, 1877. október 10.- Budapest, 1923. augusztus 20.) volt, Mezőssy László és Margaréta Mária leánya, Mezőssy Béla földművelésügyi miniszter testvére. Egy parádi fürdőkúra után Budapesten műtétet hajtottak végre rajta, de másnapra elhunyt

#### Borsos Andor
Borsos Endre és Rochlitz Ida fia. 1904 júniusától a gönci járásban volt közigazgatási gyakornok. 1907-ben mint közigazgatási gyakornok tiszteletbeli aljegyzői kinevezést kapott. A következő negyedéves vármegye gyűlésen megválasztották alszolgabíróvá a szikszói járásba. Itt 1910-ig maradt, mikor felfüggesztették állásából. 1911-ben már a füzéri járás alszolgabírói állásában találjuk, ahonnan saját kérelmére helyezték át a tornaiba 1913. április 1-jei hatállyal. 1914-ben tiszteletbeli főszolgabíróvá nevezték ki. Koós Béla főispánná történő kinevezése után a főszolgabírói hivatalt ideiglenes Fekete Lajos kirendelésével oldották meg, akit ehhez katonai szolgálat teljesítése alól mentették fel. Tőle vette át a főszolgabírói hivatalt 1917. november elsejével Borsos Andor, az Ő megüresedett helyére pedig Fekete Lajos került a tornai járásba. 1919-ben választották meg gönci főszolgabíróvá.
Az 1931-es országgyűlési választás során és az azt követő hónapokban rendkívüli figyelem irányult személyére. A gönci járáshoz tartozó garbócbogdányi (abaújvári) választókerületben különösen heves harc bontakozott ki az Egységes Párt hivatalos jelöltje, Fekete Lajos és ugyanazon párt nem hivatalos jelöltje, Melczer Lilla között, amibe a vádak szerint Borsos is bekapcsolódott. A vádak szerint Borsos folyamatosan, különböző módokon zaklatta a helyi katolikus papságot, akik Melczer Lilla támogatására buzdították a szavazókat. Első körben a tornyosnémeti plébánossal Gáll (Gaál) Józseffel került komolyabb összetűzésbe. A vád szerint Gáll egy összejövetelen kétségbevonta Borsos és alszolgabírója, Kovács István, jogi végzettségét (amit egy tanú meg is erősített), valamint "senkik és semmik"nek nevezte őket (később 2 rendbeli rágalmazásáért pénzbüntetésre ítélték a papot, majd a fellebbezés után felmentették). A plébános szintén rágalmazási pert indított ellene, mivel állítása szerint azt terjesztette róla, hogy kommunista. Borsossal szemben több vád is megfogalmazódott mely szerint a katolikus papságot "vörös érzelműnek" és a pánszláv eszme terjesztőjének tartja, illetve több római katolikus lelkésszel szemben követett el visszaéléseket, úgymint civilkortes (pap) szabad mozgásának megtiltása, fogdába zárással fenyegetés).
A 2000 példányban kinyomtatásra került Fekete Lajos mellett korteskedő röpirat mögött is Borsos ténykedését vélték, melyben egy-két pap név szerint is szerepelt, és ízléstelen formában igyekezett gúny és köznevetség tárgyává tenni a katolikus papságot. Később a református lelkészek ellen is körlevelet adott ki, melyben felhívta a jegyzőket, a református lelkészek megfigyelésére, mivel a papok politikailag kevésbé iskolázottak és a Károlyi-forradalom munkájában is csaknem valamennyien tevékeny részt vettek, úgyhogy politikai szélsőségekre hajlamosoknak kell őket tekinteni. Az ügy hatalmas botrányt kavart, a parlamentben is hosszú felszólalásokban keltek ki Borsos ellen. Ahogy a botrány szélesedett személyes (botrányos részegség, becsületsértés) és gazdasági visszaéléssel kapcsolatos ügyek (gönci járásban lévő falvak villamosítása során a versenytárs kizárásával, jóval magasabb áron kötötték a szerződést) is előkerültek. Borsos pár héttel később adott interjújában védte meg magát, bár a védelmére felhozott érveit, többen (például Farkas Elek, református, és Gáll József, tornyosnémeti pap) tagadták. Végül a parlamentben elhangzott interpellációkban és újságcikkekben foglalt összes vádpontban megindult a vizsgálat Borsos ellen, mely augusztusban felmentéssel zárult, mivel az került megállapításra, hogy Borsos nem lépte túl hatáskörét. A református papságot sértő körlevele miatt pedig bocsánatot kért, amit el is fogadtak. 1941. november 13-án hunyt el Göncön, az abaújszántói családi sírboltban helyezték örök nyugolmra.

### Alszolgabírók
A járás alábbi alszolgabírái ismertek 1867 előtt
- Kornis István 1784
- Bárczay Ferenc 1790-96[267][268][269][270][271]
- Rakovszky Antal 1810[47]
- Bodnár Antal 1829
- Bárczay Albert 1838-1841[52][54]
- Kelcz Vincze 1842 – 1845[272][273]
 1845-ben hunyt el.
- Fekete Ferenc 1842-1846
 Miután engedélyezték, hogy egy járásban 2 alszolgabíró is dolgozhasson, 1842-ben rendkívüli közgyűlést tartottak és a második alszolgabírói posztra Fekete Ferencet választották meg, 1846-ban újraválasztották[274][275][276]
- Kelcz Ede 1846[277]
- 1848 – Kelcz Ede, Bodnár Bertalan[278]
- 1849 – Klestinszky Imre, Piller József[57]
- Hegyessy Sándor 1855-1856[279]
- Drisnyei László 1858[59]
- Förde Antal 1859-1860[280]
- 1861 – Első alszolgabíró: Gedeon István, második alszolgabíró Kelcz Ede[281]
- 1862 – Első alszolgabíró: Kelcz Ede, második alszolgabiró: Klestinszky Kálmán[13]
- Klestinszky Kálmán 1862-1866,
1866-ban kérte felmentését, helyére Bátor Istvánt, addigi esküdtet nevezték ki[282]
- Bátor István 1866
a kassai járás főszolgabírójának választották 1872-ben[283] (1870-ben ben is szolgabíróként hivatkoznak rá[284]).Felesége Rudda Vilma, akit 1872. május 20-án vett nőül.[285]

1867 után:
| - Gedeon István 1867-1871 - Kálnay Sándor 1873-1878 - Karsa István 1878-1881 - Gedeon Gellért 1883-1886, 1895-1897 - Farkas Gyula 1889-1890 - Dobozy István 1891-1894 - Váczy József 1894 - Putnoky Sándor 1894-1895, 1897-1898 - Kempelen Béla 1898-1902 - Horváth Elemér 1902 - Csoma István 1902-1904 - Zábráczky József 1904, 1910 - Szentimrey Zoltán 1904-1914 - Szepessy Zoltán 1914-1915 | - Puky István 1867-1871 - Schmidt Dezső 1886-1890, 1895-1900 - Csiszár Kálmán 1901-1903 - Ajkay Miklós 1903-1906 - Gedeon Aladár 1906-1909 - Cseley Ferenc 1910 - Borsos Andor 1911-1913 - Pilissy Nándor 1914-1915 - Balogh István 1915-1918 |

Kelcz Ede (Edvárd, Eduárd; Rozgony, 1807 – Rozgony, 1889. szeptember 16.) Kelcz István füzéri főszolgabíró testvére. 1838-ban felkiáltással választották meg esküdtnek, 1842-ben a füzéri járás aladószedője lett. Több alkalommal is volt a füzéri járás alszolgabírója; 1846-ban, 1848-ban és 1861-ben. Felesége Rehinfeldy Reesch Franciska volt († Rozgony, 1876. február 17.).
Gyermekeik: 
- Gizella
- Zsigmond Vince József Ede (Rozgony, 1849. október 29. – Bécs, 1903. augusztus 30.)[292] a kassai 9. honvéd gyalogezred parancsnoka, 1903 júniusában nevezik ki a pécsi 82 honvéd gyalogezred dandárparancsnokának,[293] de még ugyanezen évben, egy ausztriai gyógyüdülés folyamán elhunyt[294] Felesége Swoboda-Kletinszky Paula
- Andor/András Vendel János Ede (1852. október 26.-?)[295] Vármegyei aljegyző. Felesége Tiszta Olga volt (az 1864-ben[296] elhunyt Tiszta Károly útbiztos leánya),[297] kivel 1881. szeptember 10-én kötött házasságot Selyeben.[298] 
Miután áttért a református vallásra, első feleségétől 1886-ban elvált, és 1892. február 29-én feleségül vette Gansberger Vilhelminát (Georgina Mária Rozália).[299][300]

Gedeon István György Donát
1824. február 28-án született Abaújnádasdon, Gedeon György és csicseri Ormos Terézia fiaként. 1848-49-es szabadságharcban honvédfőhadnagyként vett részt. A füzéri járás alszolgabírája 1861-ben és 1867 és 1871 között. 1871-ben nevezik a kassai törvényszékhez járásbírónak a Zsadányi kerületbe, innen vonult nyugdíjba halála előtti évben. 1893. január 18-án hunyt el Abaújnádasdon Felesége Földessy Jozefa volt, kitől a következő gyermekei születtek:
- István János Elek (1845. december 29.[305]- 1846. március 4.)[306]
- István Emánuel Antal(1849. január 8.[307] – ?)
- Gizella Borbála Jozefa Mária (1850. december 26.[308]-?)
- Jolán Borbála Mária Anna (1853. szeptember 22.[309]-1855. április 12.)[310]
- Gellért Ákos Sándor, a későbbi alszolgabíró
- Emília Mária Borbála Jolán (1855. december 29.[311]-?) férje az Ung vármegyei származású Kende Pál, akivel 1872. november 19-én kelt egybe.[312]
- Ilona Mária Alexandra (1860. január 18.[313]-1861. november 12.)[314]
- Zoltán János Antal (1862. június 12.[315]-?)
- Margit Mária (1867. december 15.[316]-?) Kálmán Béla, bárcai, majd nagyszalánci körorvos felesége

Kálnay Sándor (Nagymihály – Kassa, 1889. január 10.) 1873. december 15-én tartott vármegyei gyűlés alkalmával jelentős szótöbbséggel választották meg a füzéri járás alszolgabírájául. Később a kassai járás alszolgabírája, majd az 1878 novemberi közgyűlésen választották meg a kassai járása főszolgabírájává. Rajta kívül három jelölt indult, úgymint Eckerdt János, Frindt Antal és Hudák Lajos, közülük ketten, Eckerdt és Hudák még a szavazás elrendelése előtt visszaléptek, arra hivatkozva, hogy a győztes csak relatív többséggel rendelkezne, így nem bírná a vármegye többségének bizalmát. A szavazáson végül Kálnay 108, Frindt 51 szavazatot kapott. 
 Felesége Bodnár Ilona, gyermekeik:

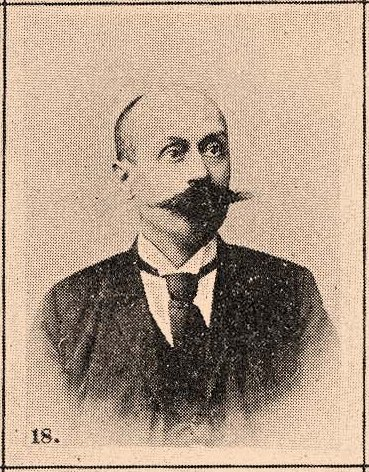
Karsa István, 1896-ban

- Géza Gyula Sándor (Alsócsáj, 1871. szeptember 26.[321] – 1917. november 1.) alezredes, a Signum Laudis tulajdonosa[322]
- Anna Mária (Alsócsáj, 1876. október 11.[323]-?) férje Stephány Nándor jogi doktor, Eperjes rendőrkapitánya volt, aki 1903. október 2-án[324] vesztette életét szolgálatteljesítés közben, mikor a sikkasztással vádolt Kiss Győző adótisztet motozta meg, az fegyvert rántott és fejbe lőtte Stephányt, majd magával is végzett.[325](Pályáját hírlapírással kezdte, verses kötete is megjelent.)[326]

Karsa István
1878-tól a füzéri járás alszolgabírája. füzéri szolgabíróként 1881-1882-ben említik utoljára, mikor Puky főszolgabírót vádolta meg, hogy nem megfelelően látta el munkáját. Az 1889. decemberi közgyűlés alkalmával választották meg III. aljegyzőnek, majd 1894-ben II. aljegyzőnek. Hat év aljegyzőség után kinevezték a vármegye levéltárnokának (az 1900-ban Koós Kálmán halálával megüresedett állásra Korponay Mihály és Szentmiklóssy József is pályázott), mely állásából 1906-ban vonult nyugdíjba.
Gedeon Gellért 
Gedeon István és Földessi Jozefa fiaként született Abaújnádasdon, 1857. július 12-én. 1882 év végi közgyűlés alkalmával a kassai járás tiszteletbeli szolgabírójának nevezte ki a főispán.

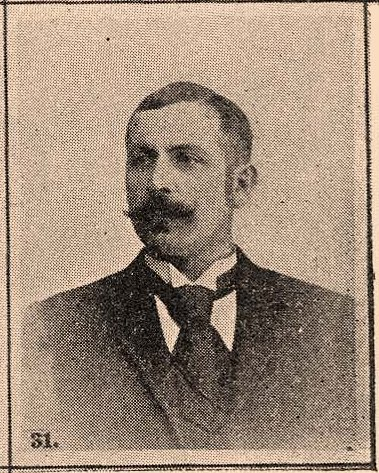
Gedeon Gellért, 1896-ban

Az 1883 decemberében megtartott vármegyei tisztújítás alkalmával közfelkiáltással választották meg a füzéri járás alszolgabírójává (Schmidt Dezső és Szentiványi László ellenében) ahol 1886-os lemondásáig működött. 1889 decemberében a csereháti járás alszolgabírójának választják Schmidt Dezsővel szemben, akit mindössze 4 szavazattal előzött meg. Ezután 1894-95 kassai, majd 1895 -1897 között újra a füzéri járás alszolgabírója Schmidt Dezsővel, végül 1897. október 1-jei hatállyal a főispán áthelyezi a kassai járás alszolgabírói hivatalába, ahol 1900. május 22-én bekövetkezett haláláig maradt. Felesége zebegnyői Dienes Lenke, Dienes István kisazari birtokos leánya volt.
dörgicsei Farkas Gyula Közigazgatási pályája az 1883 év végi vármegyei közgyűlésen vette kezdetét, amikor Mauks Ferenccel és Ágh Sándorral szemben a csereháti járás alszolgabírójává választották (Farkas 95, Mauks 77 szavazatot kapott, Ághra egy voks sem érkezett). Innen a füzéri járásba került alszolgabírónak, miután az 1889 decemberi tisztújítás alkalmával közfelkiáltással megválasztották a tisztségre. Itt tevékenykedett 1890 év végéig, amikor lemondott szolgabírói hivataláról, és kinevezték Gróf Forgách István uradalmi intézőjévé. 1890. decemberében vált hivatalossá bejelentése és felmentették tisztsége alól. 1914. február 19-én hunyt el, Kassán. Felesége Soltész Mária volt, kitől az alábbi gyermekei születtek:
- Gyula (1882[341]-?)
- Mária Ilona (Zsarnó, 1883. augusztus 18.[342]- Budapest, 1969. szeptember 15.)[343] Pilászy Emil felesége[344] Dobozy István, frissen megválasztott főszolgabíróként, 1896-ban

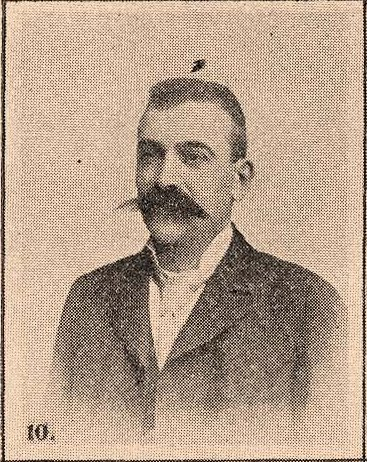
Dobozy István, frissen megválasztott főszolgabíróként, 1896-ban

- Gyula (1886.[345]-?) Felesége Tomory Mária
- János (1887[346]-?) Felesége Török Eszter volt, akit Ohióban vett feleségül, 1912-ben.[347]
- Julianna Róza (Szepsi, 1889. március 4.[348]-?)
- József (Nagyszalánc, 1896. március 20.- Budapest, 1972. február 29.)[349] Felesége Mocsár Emma Margit, akivel 1930 házasodtak össze.

Dobozy István Pál Mihály (Hidasnémeti, 1868. január 25. – Hidasnémeti, 1929. január 10.) dobozi és kisszántói Dobozy Pál és Sipeki Balázs Mária fia. 1891 áprilisig közigazgatási gyakornok volt a gönci járásban, amikor a füzéri járásba választották alszolgabírónak (Ellenfele Koós Béla volt, aki 64 szavazatot kapott míg Dobozy 100-at).
Innen 1894-ben a kassai járásba került alszolgabírónak, majd 1895-ben megválasztották a gönci járás főszolgabírójának,
miután a többi jelöltet maga mögé utasította. Dobozy 133, míg Koós Béla 41-et, Putnoky Sándor pedig 15 voksot kapott. Legalább 1918-ig töltötte be a járás főszolgabírói tisztségét. 1889-ben, Fáy Manó halála után választották meg a felsőborsodi református egyházmegye tanácsbírájának. 1895. június 4-én Alsóláncon vette feleségül Hedry Máriát (Alsólánc, 1876. október 29.- Brazília, 1959. május 28.) Hedry József és Lánczy Mária leányát.

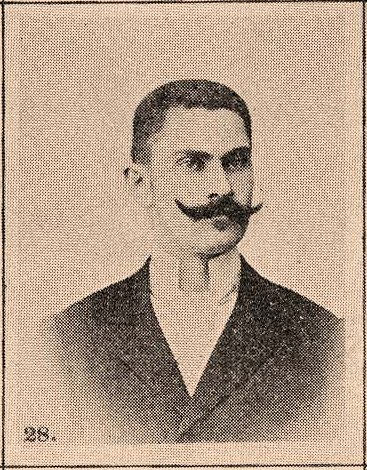
Váczy József, 1896-ban

Váczy József, 1894-ben a füzéri járás alszolgabírója, 1895-ben nevezték ki tiszteletbeli főszolgabírónak, 1895-1896-ban a szikszói járás alszolgabírója, majd 1897. júniusában a ugyanezen járás főszolgabírája lett, miután jelölttársai Berzeviczy Béla és Koós Béla visszalépett. 1903-ban Kassa rendőrkapitányának nevezték ki. Szolgálatai elismeréséül 1911-ben a Ferenc József rend lovagkeresztjével tüntették ki. A Magyarországi Rendőrtisztviselők Országos Egyesületének elnöke. 1919. novemberében nevezték ki kaposvári, illetve pécsi kerületi főkapitánnyá.

1895. május 16-án Gagyvendégiben feleségül vette Thassy Izabellát.
Putnoky Sándor Imre 1869. augusztus 28-án született Csobádon, Putnoky Sándor és Holovics Emma fiaként. Általános iskolai tanulmányait Pozsonyban végezte magántanulóként, gimnáziumba Kassára és Eperjesre járt. Joghallgatóként tanult Kassán, Kolozsváron végül Budapesten, ahol államtudományból diplomázott. 1894-ig a csereháti járásban közigazgatási gyakornok, az 1894. január 29-én megtartott vármegyei közgyűlésen közfelkiáltással választották meg a füzéri járás alszolgabírójának. Az 1895 év végén tartott vármegyei tisztújító gyűlésen indult a gönci főszolgabírói állásért, de Dobozy Istvánnal szemben alulmaradt, viszont a járás alszolgabírója lett, innen 1897 október 1-jei hatállyal áthelyezték a füzéri járásba. 1898 március végén indult a járás főszolgabírói tisztéért, de Koós Bélával szemben alulmaradt. Még ezen év szeptembere előtt újra a csereháti járásban alszolgabíró, egyben tiszteletbeli főszolgabíró is, itt is maradt 1903-ig, amikor Váczy József szikszói főszolgabírót kinevezik kassai rendőrkapitánynak. Helyére négyen pályáztak, kik közül a választást Putnoky nyerte meg 162 szavazattal, mögötte másodikként Fáy Barnabás végzett 41 szavazattal, őt követte Hedry Bertalan 28-cal és Schmiedt Dezső 1-gyel.
Főszolgabírói hivatalát 1919. szeptember 1-jével letette, mert kinevezték Abaúj-Torna vármegye főispáni teendőkkel megbízott kormánybiztosává, mely tisztségéből 1920. májusában mentették fel. 1922-ben indult az országgyűlési választásokon a szikszói kerület jelöltjeként és a Kormány párti Szalánczy Józseffel szemben bejutott a parlamentbe, a Független Kisgazda, Földműves és Polgári Párt színeiben. A következő választáson már nem indult, visszavonult a közélettől. Számos jogi vonatkozású cikke jelent meg a közigazgatás elméleti és gyakorlati kérdéseiről. Tevékeny szerepet vitt a vármegye közéletében. Tagja volt Abaúj-Torna vármegye törvényhatósági bizottságának, a Szikszói Társaskörnek, Abaujvármegyei Gazdasági Egyesületnek és vidéki szövetkezetnek. Nagy szerepet vállalt a szikszó szövetkezet alapításában. Tagja volt a szikszói képviselőtestületnek és elnöke a helyi kaszinónak. Budapesten hunyt el, 1927. június 25-én, Szikszón helyezték örök nyugalomra. Felesége taktaszadai Zábrátzky Anna (Zábrántzky József restei birtokos leánya) volt, aki 1926-ban hunyt el. Házasságukból egy Emma nevű lányuk született, aki Gomba László felesége lett.
Horváth Elemér Ödön
1879. június 2-án született Boldván. Édesapja felsőmérai osztoharicsi Horváth Endre (Felsőméra, 1851. október 10.- Kaposvár, 1896. július 4.) szolgabíró, édesanyja Hegedűs Emília volt.
1902. október 21-én tartott vármegyei gyűlésen választották meg a füzéri járás alszolgabírájáva, de mindössze pár hónapot töltött szolgabíróként, mert a következő negyedéves gyűlés alkalmával megválasztották a Fekete Elemér lemondásával megüresedett vármegyei IV. aljegyzői állásra. 1907-ben tiszteletbeli főjegyzőnek nevezték ki, majd az év végi közgyűlésen választották meg II. aljegyzőnek, Szopkó Gézával és Ajkay Miklóssal egyetemben. 1912-ben Ferdinándy Gyula lemondott vármegyei főjegyzői hivataláról, a helyére kiírt választást Horváth Elemér nyerte meg. 1918 novemberében az új kormány kinevezte Abaúj-Torna vármegye főispáni teendők ellátásával megbízott kormánybiztosává. Nem sokáig viselhette hivatalát, mert 1919. januárjában a hatalmat a csehszlovákok vették át.
Felesége Gedeon Ilona Mária Borbála (Gedeon Lajos és Mauks Ilona leánya) volt, (Hídvégardó, 1881. május 19. – 1918. február 20.) kivel 1902. augusztus 25-én kötött házasságot.
Csoma István József Sámuel 
(Abaújdevecser, 1879. október 8.-?), édesapja a neves történész, heraldikus tolcsvai és ragyolci  Csoma József volt. Középiskolai tanulmányait az iglói, sárospataki és szegedi gimnáziumokban végezte, majd Eperjesen, Kassán és Budapesten jogot hallgatott. 1902-ben tette le az államtudományi államvizsgát. 1902 őszén lovas tüzér önkéntesként Kassán szolgált.  
Rövid közigazgatásban töltött pályája 1902-ben kezdődött, mikor a főispántól tiszteletbeli szolgabírói kinevezést kapott. 1902 év végén választották meg a füzéri járás szolgabírójává. 1904-ben a főispán áthelyezte a tornai járásba, helyére az addigi tornai alszolgabíró, Zábráczky József került. Pár hónap múlva újból kölcsönös áthelyezések következtek, melynek értelmében november 15-i hatállyal Csoma átkerült a szikszói járásba, helyét az addigi szikszói alszolgabíró Szentimrey Zoltán foglalta el a füzériben, Zábráczky pedig visszakerült a tornaiba. A szikszói járásban sem maradt sokáig, mert 1905 elején lemondott hivataláról. A közéleti ténykedése után devecseri birtokán gazdálkodott.
Kassán, 1907. február 26-án kötött házasságot Bydeskuty Teréz Olga Emiliával.
Szentimrey Zoltán, Szentimrey Tamás, főgimnáziumi tanár, Bereg vármegye levéltárnoka (elhunyt 1903-ban) és Achácz Berta fiaként született 1875-ben Máramarosszigeten. Felesége Sirola Maria (meghalt Hernádcsány, 1913) 
1900-tól a csereháti járás alszolgabírója. Innen 1903-ban helyezték át a szikszó járásba, majd 1904 év végén újabb áthelyezést követően került a füzéri járásba, ahol 1914-ig maradt. 1908 decemberi közgyűlésen nevezték ki tiszteletbeli főszolgabírónak. 14 év vármegyei szolgálat után, 1914. március 1-jével saját kérésére nyugdíjazták. Három évvel később, 1917. október 6-án hunyt el Budapesten.
Szepessy Zoltán
Szepessy Zoltán István Géza Péter 1887. szeptember 21-én született Miskolcon. Édesapja négyesi Szepessy Zsigmond (1858. január 1. – Gibárt 1907.december 12.) Édesanyja csáthi Gábriel Zsuzsanna (1862. augusztus 14.-1937. december 11.), Gábriel István, a gönci járás országgyűlési követének házasságon kívül született leánya, kit születése után nyolc évvel, szülei házasságával törvényesíttettek.
Közigazgatási gyakornokként kezdte pályafutását a gönci járásban. 1911. augusztus 5-én kelt főispáni rendelettel tiszteletbeli szolgabírónak nevezték ki. 1914-ben választották meg szolgabíróvá a füzéri járásba, majd innen került áthelyezésre a csereháti járásba, ahol legalább 1918-ig működött.
1921-ben már encsi főszolgabíróként tűnik fel újra, mely hivatalát egészen haláláig viselte. 1929-ben az ő kezdeményezésére jött létre az Abaúj-Torna vármegyei Magyarfajtájú ebtenyésztő társulat, melynek fő célja a kuvasz faj fenntartása és szaporítása volt (a tenyészet jelentős része Trianon után a határokon kívül maradt). Kutyakiállításokat is szervezett, melyen maga is részt vett saját állatival (1931-ben nyert is). Ezenkívül szaklapokban is publikált írásokat, például Raitsits Emil szerkesztésében megjelent Kutyatenyésztés című lapban (az Abaúji magyar kuvasztenyésztésről, 1930, Kuvaszexport Németországba, 1931).
 Kassán ismerkedett meg későbbi feleségével Putty Amáliavál, Putty Gyula és Hoyos Mária leánya, kit 1913. szeptember 16-án vett feleségül, Nyíregyházán. Házasságukból két leánygyermek, Ilona és Judit) született. 1918-ban felesége otthagyta és színészkedésbe kezdett, később Hollywoodban is ismertségre tett szert. 1931 végén vesztette életét. A korabeli sajtó szerint bár feleségét elválásuk óta halottnak tekintette megrázta a halálhír és állandó szomorúság vett erőt rajta, és gyakori vendége volt a mulatóknak és bároknak. Egy pesti útja során a Baross-téri Központi szállodában bérelt szobát, ahol 1932. március 8-án reggel holtan találták, főbe lőtte magát. Tettének indítékául anyagi okokat nevezett meg, illetve az 5 búcsúlevele egyikében, abban, amit a rendőrségnek címzett kérte, hogy ne boncolják fel és temessék a szegények temetőjébe. Sokan azonban tettének okaként egykori felesége elvesztését gondolták, később azonban bebizonyosodott, hogy eladósodott. Két gyermeke után anyjuk részéről is mindössze 1000 dollár hagyatékot állapítottak meg az amerikai hatóságok.
Schmidt Dezső

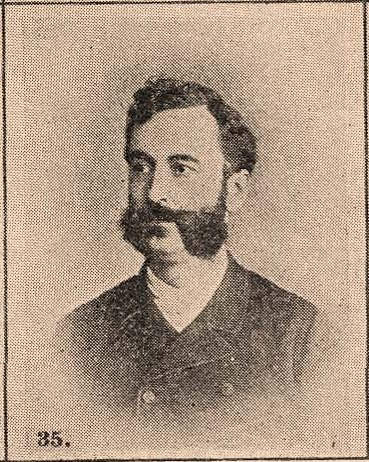
Schmidt Dezső, 1896-ban

1883 decemberében indult a füzéri járás alszolgabírói hivatalért, de Gedeon Gellérttel szemben alulmaradt, ugyanezen alkalommal pályázott a szikszói tisztségért is, de Dobozy Lászlóval szemben vesztett, csakúgy mint a másik jelölt, Mauks Ferenc.
1886-ban a füzéri járásban megüresedett alszolgabírói állásra pályázott, öt másik jelentkezővel egyetemben, akik közül három jelölt indulását hagyták jóvá. Schmidt 93 szavazattal utasította maga mögé a két másik jelöltet; Jászay Istvánt, aki 42 és Gyurkó Barnabást, aki 1 szavazatot kapott.
1889 decemberében a csereháti járás alszolgabírói hivatalt kívánta megszerezni, de Gedeon Gellért mindössze 4 szavazattal megelőzte. Egészen 1890-ig maradt a füzéri járásban. Ezután csak 1895-ben jelent meg újra közigazgatási hivatalban, mikor is az év végi vármegyei közgyűlés alkalmával újra a füzéri járás alszolgabírájává választották meg, hol 1900-ig maradt, majd átkerült a kassai járásba.
1905. október 30-án a vármegye főispánját felmentették és utódjául Pongrácz Ferenc nevezték ki. Az országban ekkor rendkívüli helyzet uralkodott. Az ideiglenesen kinevezett kormány támogatottsága elenyésző volt, így Abaúj vármegye sem ismerte el. Az új főispánnak sem volt helyi támogatottsága. Az első eskütételi időpontra a több mint 300 bizottsági tag közül csupán egy embert, Schmidt Dezső tiszteletbeli főszolgabírót tudta maga mellé állítani, így inkább elhalasztotta a hivatalos eskütételét. Schmidtre nézve komoly következményei voltak az esetnek, mert a "tisztikar Schmidt Dezső tb. főszolgabírót ezen hazafiatlan, a közérzületet méltán felháborító eljárása miatt kebeléből kiveti, vele mindennemű társadalmi érintkezést megszakít".
November 20-án kelt határozatával Rakovszky Endre alispán felfüggesztette szolgabírói hivatalából szolgabírói tevékenységének elhanyagolása miatt, bár más kommentárok szerint a beiktatás körüli közreműködése volt az indok. A főispán hivatalos eskütételére december 4-én került sor, az előző kísérlethez hasonló körülmények között. Ekkora Pongrácznak sikerült maga mellé állítania egy nem helybéli tüzér főhadnagyot is, Szakraida Józsefet. A főispán eskütétele után, azonnali hatállyal kinevezte Schmidtet tiszteletbeli főjegyzővé, aki így már hitelesíteni tudta a jegyzőkönyvet és hivatalossá válhatott a beiktatás. A vármegye ezután sem működött együtt az új főispánnal, ezért Pongrácz elkezdte a tisztségviselőket saját embereire cserélni, a sort Ferdinandy Gyulával, a vármegye első aljegyzőjével, tiszteletbeli főjegyzőjével, Rakovszky Endre alispán helyettesével nyitotta december 16-án. Schmidt tevékenyen részt vett az elmozdítások végrehajtásában, az addigi tisztviselők vármegyei hivatalokból történő eltávolításában (többek között Pallaghy Gyula, Ferdinándy Gyula, Pappszász József és Horváth Elemér, Szopkó Géza fő-és aljegyzők esetében). Schmidt ideiglenes átvette Ferdinandytól a főjegyző és az alispán helyettesi tisztet. Következő év januárjában a füzéri járás szolgabírája lett (helyére Páris Gábor került alispán helyettesi és főjegyzői tisztében is).
Hivatalosan 1906. január 27-én vette át a füzéri járás irányítását. Az átadáson Schmidten kívül alszolgabírója Csorba Sándor, a főszolgabíró apósa, Péchy Béla, útbiztos és Páris Gábor, alispánhelyettes jelent meg. A csendőrség bevonásával kényszerítették Ajkay Miklós szolgabírót a hivatali helyiség kinyitására, majd miután Koós sem volt hajlandó önként átadni hivatalát, őt valamint két szolgabíróját erőszakkal távolították el. Schmidt Dezső nemcsak a hivatalt, hanem a hozzátartozó szolgálati lakást is elfoglalta, Koós Eszkárosra költözött. Azonban a lakás kulcsait egy Vass Sándor nevű ügyvédnél helyezték el, amiket az Schmidt felszólítása ellenére sem adta át így kénytelen volt feltöretni a lakást. Emiatt Koós később „házijog megsértése, magánlaksértés, ingó vagyon rongálása és hivatalos karhatalommal való visszaélés” miatt nyújtott be feljelentést Schmidt ellen. A hernádzsadányi járásbíróság Schmidt Dezsőt az ellene felhozott vádakban bűnösnek találta és 3 napi fogházra, vagy 50 korona pénzbüntetésre ítélte. Főszolgabírói állása szintén csak ideiglenes volt, mert az országos és megye viszonyok rendezése után Koós Béla visszatért hivatalába.
Felesége Péchy Margit (Nagybózsva, 1881. július 19.-?), Péchy Béla útbiztos és Földessy Berta leánya volt, kivel 1897. július 31-én kötött házasságot Bologdon.
Csiszár Kálmán Ernő
1875. június 20-án született Tornán, Csiszár István és Ardényi Róza fiaként. 1892-ben Kassán érettségizett, majd 1896-ban Budapesten államtudományi vizsgát tett. Közigazgatási pályáját vármegyei közigazgatási gyakornokként kezdte. Az 1897. június 21. és 22. napján megtartott rendkívüli vármegye gyűlés alkalmával megválasztották a szikszói járás alszolgabírájává, innen pár hónap múlva áthelyezték a csereháti járásba, ahol négy évig maradt, majd 1901-ben már a füzériben van, innen 1903-ban a csereháti járásba helyezik ugyanilyen minőségben. Az 1906. június 28-án tartott vármegye közgyűlés alkalmával a főispán tiszteletbeli főszolgabírói kinevezéssel ruházta fel. 1907-től szikszón tevékenykedik, 1916 októberig, amikor megválasztották a Jászay István halálával megüresedett kassai járás főszolgabírói hivatalába.
Felesége Maar Kornélia volt (Nyíregyháza, 1880. október 22. – 1969), kivel 1908. október 27-én kötött házasságot Budapesten.
Ajkay Miklós
1880. február 25-én született Pápán, Ajkay Miklós (1843-1902), járásbíró és felesége mesterházi Nagy Berta fiaként.
Vas vármegyében volt közigazgatási gyakornok 1903-ig, mikor a Putnoky Sándor előléptetésével megüresedett szikszói alszolgabírói hivatalt foglalta el. 1904-ben a füzéri járásban alszolgabíró, 1906 májusáig, amikor kinevezték III. aljegyzőnek (helyére Gedeon Aladár tiszteletbeli szolgabírót tették meg füzéri alszolgabírónak). korábban neve előkerült mint új főispáni titkáré is, de végül Ghcyzy Tihamért nevezték ki. Az 1907 év végi közgyűlésen II. aljegyzőnek választották, majd 1911. márciusában I. aljegyző lett és tiszteletbeli főjegyzői kinevezést is kapott. 1919-1920-ban már vármegyei főjegyzőként és alispán helyettesként említik. Később rendőrfőtanácsosként dolgozott, Hódmezővásárhelyen, majd 1928-től – saját kérelmére – Budapesten, az I. kerületben. 1931-től az erkölcsrendészeti osztály vezetőhelyettese. 1938-ban nyugdíjazták. 1959-ben hunyt el.

 Felesége Szentimrey Márta volt, Szentimrey Ákos megyei tiszti főorvos és Burián Erzsébet leánya, kivel Kassán, 1904. május 3-án kelt egybe.
Gedeon Aladár
Gedeon Aladár Jenő Dezső 1882. november 5-én született Hídvégardóban, Gedeon Aladár (meghalt 1912) tornai főszolgabíró és Koós Mária Márta (meghalt 1933) elsőszülött gyermekeként. Jogi tanulmányokat folytatott Kassán, Budapesten, Münchenben, Párizsban, Londonban és Berlinben.
1904-ben nevezte ki a főispán tiszteletbeli szolgabírónak, és még ugyanazon év végén egy éves szabadságra távozik, melyet az Egyesült Államokban töltött el.
1906-ban a kerül a füzéri járásba alszolgabírónak, Ajkay Miklós helyére. 1909. szeptember 24-én kelt alispáni rendelettel áthelyezik a szikszói járásba, (helyettesítésére Cseley Ferenc és Góts Gábor tiszteletbeli szolgabírókat jelölték ki) de itt csak pár hónapig marad, mert 1910-ben indul az országgyűlési választásokon a görgői kerület képviseletéért. A Tornagörgőn 1910. március 30-án tartott jelölőgyűlésen egyhangúlag választották jelöltté Kossuth-párti programmal, és jelöltségét mandátumra is váltotta.
 1917-ben Nagy Ferenc, Miskolc város főispánját kinevezték közélelmezési minisztériumi államtitkárrá, Gedeon ekkor felhagyott képviselői munkájával és átvette az így megüresedett főispáni hivatalt. 1918. szeptemberében kinevezték Abaúj-Torna vármegyék és Kassa ideiglenes főispánjává, miután Hammersberg László lemondott. Az abaúji főispánságról már 1918 novemberében, a miskolciról pedig 1918. decemberében mondott le. 1919-ban e közrend fenntartására kormánybiztosokat neveztek ki, Gedeon hatáskörébe Borsod, Abauj-Torna és Zemplén vármegyék, valamint Miskolc város területe tartozott. 1920. májusában saját kérelmére felmentették. 1920-ban és 1922 is megkeresték, hogy jelöltesse magát a színi kerület képviselőjéül, de elutasította a felajánlást.
 1925-ben "kanadai gyarmatosítási" ötletével vonta magára a figyelmet, mellyel a nehéz anyagi helyzetben élőkön kívánt segíteni. A kanadai és magyar kormánnyal folytatott tárgyalások során elérte, hogy a kanadai kormány nagy földterületek átadását, a magyar pedig a 150 család kivándorlását engedélyezze. A vármegye elítélte ebbéli tevékenységét, de az év folyamán újabb tárgyalásokkal próbálta tovább emelni a azok számát, akik Kanadában kezdhettek volna új életet. Később Ausztráliába költözött, ahol mintatehenészetet, hozott létre. Itt ismerte meg második feleségét is.
Első felesége Nemes Mici (Nemes József és Katinszky Etelka leánya) volt, aki Budapesten hunyt el 1918. június 24-én, Hídvégardóban helyezték örök nyugalomra.
Pilissy Nándor (Ferdinánd) 1871. augusztus 8-án született Málcán. Édesapja Pilisi és szilasi Pilis(s)y Ferdinánd (Kazsu, 1834 – Abaújszántó, 1898. április 25.) a királyhelmeci kerület mérsékelt ellenzéki országgyűlési képviselője 1879-1887 között, alsó-zempléni református egyházmegye egyik világi tanácsbírája, édesanyja Bernáth Ilona volt. 
A gimnáziumot Iglón végezte, majd jogi képesítést szerzett. 1897-ben egyhangúlag választották meg a gönci járásba alszolgabírónak. Itt is maradt egészen 1906-ig, mikor az új vármegyei tisztikar erőszakkal mozdítja el őt is és Dobozy főszolgabírót is állásából. 1907-ben már Schmidt Dezső megüresedett helyén van a kassai járásban. Innen 1911. augusztus 16-i kezdő dátummal helyezték át a szikszói járásba, majd 1911. november elsejei hatályú áthelyezés értelmében a tornai járásba került. Az áthelyezések ellen a vármegyei ellenzék tiltakozott, mivel abban politikai üldöztetést látott, s a főispánnal szemben bizalmatlansági indítványt adott be, mit a vármegyei közgyűlés 2 szótöbbséggel (66-64 ellenében) meg is szavazott. A vármegye függetlenségi párti elnöke, Bárczay Gábor által beadott indítvány tárgyalását nem engedélyezték, arra hivatkozva, hogy nem önkormányzati hatáskör. Ez ellen szintén kifogással éltek, végül a belügyminiszter közigazgatási bíróság által rendelte tisztázni az ügyet, ami megállapította, hogy a főispán önkényesen cselekedett, a határozati javaslat tárgyalásának megtagadásával a törvényhatósági közgyűlés hatáskörét súlyosan megsértette. 1912 év végén újra előkerült az ügy a közgyűlésen és újra elítélik a főispáni eljárást. Közben Pilissy egy év szabadságot nyert, helyére Balogh Istvánt rendelték ki. Az éves szabadság lejárta után, 1913. április elsejei hatállyal újabb áthelyezésre került sor, ekkor került Pilissy a füzéri járásba. A füzéri járásban töltött két év után kérvényezte nyugdíjazását, amit 1915. augusztus 1-től kezdődőleg jóvá is hagytak. Nyugdíjazása után Fancsalban gazdálkodott, a vármegye törvényhatósági bizottság tagja maradt. A magyar királyi 5. honvédhuszárezred tartalékos főhadnagya volt. 1935-ben hunyt el, Fancsalban helyezték örök nyugalomra.
Felesége Téglássy Borbála volt, kivel 1895. szeptember 17-én házasodtak össze Korláton.
Balogh István
Abaújszántón született 1886. július 24-én szendrei Balogh István és Szilágyi Katalin fiaként.
Végzett joghallgatóként került a gönci járásban közigazgatási gyakornoknak később tiszteletbeli szolgabíró, majd a vármegyénél is közigazgatási gyakornok, tiszteletbeli aljegyző
1912-ben Pilissy Nándor megüresedett helyére került a tornai járásba, honnan 1914. március elsejével helyezték át a kassaiba, majd pedig innen 1915-ben a füzéribe. 1921-ben nevezték ki tiszteletbeli főjegyzővé, majd 1922-ben választották másod aljegyzővé, mely hivatalát haláláig viselt. 1932. augusztus 12-én hunyt el Szikszón.

### Útbiztosok
A főszolgabíró alá beosztott szakközegek egyike. A főispán által élethosszig kinevezett tisztviselő, kinek feladata a rábízott utak karbantartásának felügyelete.
A füzéri járásban az alábbi útbiztosok ismertek:
- 1838 – Szentpétery János [510]
- 1842-1862[274][511][512][513][514] Demeczky László (1810-1887. augusztus 14.), Demeczky Ferenc és Ladomérszky Klára fia.[515]
- 1867-1871 Eördögh Vilmos, Lászlófalván született 1819-ben, Eördögh Károly és Csepcsányi Zsuzsanna fiaként.[516] 1871-ben kinevezték fogházfelügyelőnek a kassai törvényszékhez[302] 1890. október 10-én Lőcsén hunyt el.[517]
- 1878- 1905 Karsa László Géza Árpád 1834. június 1-jén született Karsa László és Rátkay Mária fiaként.[518] A forradalom alatt őrmesteri rangban szolgált a 97. honvédzászlóaljnál.[519] Később az abaúj vármegyei honvédegylet tagja volt.[520] Több évtized útbiztosi munka után, 1905. augusztus elsejei hatállyal nyugdíjazták.[521] 1908. január 3-án hunyt el.[522]
- 1878-1892 Botka Lajos 1848-ban, 1861-1868-ben útbiztos a gönci járásban[512][513][514][523][524] Az 1877. év végén tartott közgyűlés alkalmával rendszeresítettek a füzéri járásban egy második útbiztosi posztot, melyre Botka Lajost nevezték ki.[104] Legalább 1892-ig van a járásnak két útbiztosa. Az 1893-as tiszti névtár szerint újra Göncön útbiztos. Elhunyt Nagybózsván, 1916. február 6-án.[525]
- 1907-1908 Kertész Barna
- 1908-1915 Heidrich János (Kompolt, 1873. augusztus 7 – Szikszó, 1940. december 27.)[526] Heidrich Ferenc és Jéger Mária fia. Második felesége Csorba Erzsébet volt, kivel Miskolcon, 1937-ben házasodott össze.[527] 1908 május 15-én nevezték ki a füzéri járásba útbiztosnak.[528] Az 1916-os évben, nem szerepel a vármegyei útbiztosok között, 1917-1918-ban a kassai járásban, majd legalább 1926-tól[529] haláláig a szikszói járásban útbiztos.
- 1916-1918 Tóth Bálint (Felsődobsza, 1879. március 11.-?)[530][531] 1915-ben a kassai járásban helyettes útbiztos. 1916-1918 között a füzéri, majd legalább 1922-től 1944-ig a gönci járás útbiztosa.[532] A Göncön 1922-ben (a hernádzsadányi kaszinó utódjaként) alapított kaszinó elnöke. Az útmesterek és útbiztosok Országos Szövetségének elnöke.[533] Ő fedezte fel Telkibányánál a jégbarlangot és jelentős szerepet vállalat annak feltárási munkáiban, valamint az ottani Mátyás király-kútja kialakításában is közreműködött.[534] Szintén a nevéhez köthető a Pányok melletti pincék feltárása.[535] 1943. december 11-én Nemzetvédelmi Kereszttel tüntették ki.[530]

### Orvosok
- 1862-1868[13][523][524] alsóborsai és kiskápi Csorba Gyula (Kassa, 1835. június. 18.[536]- Kassa, 1893. szeptember 21.)[537] Csorba Károly ügyvéd († 1885. november 14.)[538] és Gyurkovics Mária fia († 1893. május 7.).[539] 1872-ben vármegyei főorvos lett.[148][283] 1889-ben vonult nyugalomba, helyére Szenrimrey Ákost nevezték ki.[540]
- 1881-1914[541] szotyori Nagy Béla vármegyei tiszteletbeli tiszti főorvos, 1914. decemberében vonult nyugalomba.[542] 1915-ben nyugalomba vonulása alkalmából és sokéves munkája elismeréséül a Ferenc József-rend lovagkeresztjét adományozta neki a király.[543] Felesége Szentimrey Ilona (született, Krasznokvajda, 1859. június 9),[544] Szentimrey Bertalan leánya, Szentimrey Ákos, vármegyei tiszti főorvos testvére volt.[545]
- 1915-1918 Malmos Miksa, 1868. július 18-án született,[546] Mühlflusz Mór tállyai születésű kassai női szabó (elhunyt Kassa 1900)[547] és Friedmann Janka fiaként. A kassai Premontrei katolikus főgimnáziumban tett érettségi vizsgát 1886-ban.[548] Orvosi diplomáját a A Budapesti Királyi Magyar Tudomány-Egyetemszerezte,[549] 1893. február 4-én avatták egyetemes orvos doktorrá.[550] Egy rövid ideig Miskolcon volt orvos, ekkor jegyzete el Grosz Saroltát, Grósz Sámuel fáji lakos leányát.[551] 1895. októberében lett Hernádzsadányban körorvos, Wildt Antal helyét átvéve.[546][552] 1898-ban Malmosra változtatta nevét.[553] 1912 júniusi közgyűlés alkalmával tiszteletbeli járásorvossá nevezték ki,[554][555] majd 1915-ben lett járásorvossá (ezután a zsadányi orvosi kör folyamatos üresedésben volt, a szomszédos körorvosok, illetve Nagy Béla helyettesített). 1948. március 16-án hunyt el Budapesten.[556]

A járás a XIX század végétől 3 körorvos között volt felosztva, úgymint füzérkomlósi, hernádzsadányi és magyarbődi. 1895-ben a Hernádzsadányihoz 15, a komlósihoz 19 község tartozott. 1908-ban elrendelték a orvosi körök felülvizsgálatát. Az egy orvosi körbe tartozó községek összlakosságának számát az addigi 6000-ről 5000 főre csökkentették. Az új beosztás kialakításánál a helyi és közlekedési viszonyokra nagy figyelmet kellett fordítania a tiszti főorvosnak és főszolgabírónak (községek földrajzi fekvésére, a közutakra, rendelkezésre álló közlekedési eszközökre (vasút, hajó), azért, hogy a körorvos az időszaki látogatásokat bármikor akadályoztatás nélkül megtehesse). Az elkészült javaslatot a belügyminiszternek kellett jóváhagynia. Az első tervezet, amit a belügyminiszternek küldtek jóváhagyásra 26 orvosi körre kívánta felosztani a vármegyét, az addigi 19 helyett. Ezt a javaslatot azonban nem fogadták el és utasították a vármegyét, hogy 24 kört alakítson ki. Az ezután készült felosztás került végül jóváhagyásra, melyben a füzéri járásban egy új orvosi kör, a nagyszalánci került kialakításra. A beosztás a következő volt (a lélekszám a kialakításkori adatokat tükrözi):
- 4. számú orvosi kör, Pálháza székhellyel: Filkeháza, Füzér, Füzérkajata, Füzérkomlós, Füzérradvány, Hollóháza, Kisbózsva, Kishuta, Kovácsvágás, Nagybózsva, Nagyhuta, Nyíri, Pálháza, Pusztafalu, Vágáshuta. Összesen 6757 fő. (a korábbi Füzérkomlósi körorvos Ridler Zsigmond volt kirendelve, de 1913-tól már Ocsavszky Vilmos volt a körorvos)[564]
Ridler Zsigmond Gábor János, Técsőn született 1873. december 8-án jochanneskircheni és hangői Ridler Zsigmond, orvos és Bartha Ilona fiaként.[565][566] Orvos végzettséget a Budapesti Királyi Magyar Tudomány-Egyetemen szerzett,[567] 1899. február avatták doktorrá.[546] 1900-től volt füzérkomlósi körorvos 1913-ig. 1918-ban a budapesti VII. kerületben lett hatósági orvos.[568] 1920—ban a XXII. kerületnek lett egyik kerületi orvosa.[569] 1923. május 5-én hunyt el Budapesten. Felesége Brücker Anna volt, kitől 3 gyermeke született (Zsigmond, Edit, Flóra)[570]
 Ocsovszky Vilmos János 1885. február 18-án született Selmecbányán, hol édesapja ocsovai Ocsovszky Vilmos 25 éven keresztül polgármester volt (elhunyt 1895-ben). Édesanyja Makovics Mária volt.[571][572] 1903-ban érettségizett a Selmecbányai Evangélikus líceumban,[573] majd a A Budapesti Királyi Magyar Tudomány-Egyetem orvostanhallgatója 1903-1907 között. 1909-ben kapta meg diplomáját.[574] 1911. november 1-től a 83. gyalogezred ezredorvosa,[575] majd 1912. év végén választották meg körorvosnak a Pálházi kerületbe,[576] de miután kitört a háború bevonult hadiszolgálatra, így orvosi köre a háború első két éve alatt, majd 1917-ben helyettesítéssel volt megoldva.[577] 1919-ben nyugdíjazták a hadseregtől.[578] Trianont követően pár évig még Pálházán maradt,[579] majd 1927-ben Hódmezővásárhelyen folytatta szülész nőgyógyász praxisát.[580]
- 5. számú orvosi kör, Hernádzsadány székhellyel: Abaújnádasd, Alsókéked, Alsómislye, Eszkáros, Felsőkéked, Felsőmislye, Hernádcsány, Hernádgönyü, Hernádzsadány, Pányok. Összesen 6780 fő.
- 6. számú orvosi kör, Magyarbőd székhellyel: Alsókemence, Bátyok, Felsőkemence, Füzérnádaska, Györgyi, Györke, Kelecsényborda, Magyarbőd, Ósva, Ósvacsákány, Petőszinye, Ránk, Ránkfüred, Zsír. Összesen 5106 fő. Az egyetlen jelenleg ismert körorvosa Földi Adolf (született 1852), orvossá avatták: 1885) volt, aki 1886-1918 között látta el a kör orvosi szolgálatát.[581] Két lányáról tudni: Jenny, Radó Gyula felesége[582] és Emma, Lippner Herman felesége.[583]
- 7. számú orvosi kör, Nagyszalánc székhellyel: Alsócsáj, Balogd, Felsőcsáj, Garbócbogdány, Kisszalánc, Kalsa, Nagyszalánc, Abaújrákos, Regeteruszka, Szaláncújváros, Szalánchuta, Újszállás. Összesen 4848 fő.[584] Megalakítása után csak 1913 év végén sikerült állandó körorvost találni kisvárdai Kálmán Béla személyében, aki addig a kassa-keleti (bárcai) körben működött.[585] Margittai származású,[586] 1857-ben született, oklevelét 1881-ben kapta.[587] Felesége Gedeon Mária, Gedeon Gellért szolgabíró testvére volt.

A járás települései közül Abaújvár, Telkibánya és Zsujta, gönci járásban fekvő 7. számú, gönci székhelyű orvosi körhöz, Alsóhutka a kassai járásbeli 13. számú bárcai székhelyű, Felsőhutka a 16 kassai járásbeli 16. számú rozgonyi székhelyű orvosi körhöz kerültek.

## Országgyűlési képviselők
Az 1848-as áprilisi törvények elindították az ország polgárosodását. Ennek egyik fontos állomása volt a a népképviseleti országgyűlés összehívása. Az 1848. évi V. törvénycikk 5§ B pontja szerint Abaúj vármegye 5 képviselőt küldhetett az országgyűlésre. Abaúj és Torna vármegye hangsúlyozta, hogy a legjobb választókerület maga a járás, Abaúj pedig kijelentette, hogy egyenlőnek tekinti a kettőt. Ebbeli meggyőződésüket erősítik meg 1869-ben is, ekkor teszik meg a választókerület "főhelyéül" Hernádzsadányt.
A járás (amelyre mislyei, zsadányi kerületként is hivatkoznak) első népképviseleti alapon választott országgyűlési képviselője Bárczay Albert volt, aki a következő, 1861-es országgyűlésben is képviselte a kerületet, júniusi lemondásáig.
Helyét Bárczay Ödön vette át.
Az 1865-ös választásokat november 10. és december 11-e között tartották. De visszaélések miatt az eredményeket megsemmisítették és 1866. január 8-án tartották meg újra, melyen Bárczay Ödön alulmaradt Károlyi Ede képviselővel szemben. Károlyi képviselte a következő országgyűlésen is kerületét.
 1872-ben is elindult, közben egy új, rövid életű pártot (Reformpárt) alapított Prónay Józseffel és Schvarcz Gyulával. Később a füzéri jelöltségtől visszalépett és a gönci kerületben indult. A füzéri kerületben végül a Deák-párti Bárczay József lett a kerület képviselője.
 1875-ben szintén Deák-párti képviselője lett a kerületnek, Darvas Imre személyében, aki 1877-ben főispáni kinevezése miatt lemondott országgyűlési képviselőségéről. 
Helyére júliusban tartották meg a választást, melyen rendkívül csekély részvétel mellett Rakovszky Györgyöt választották meg. Ekkortól a választókerületet garbócbogdányinak nevezik. Az 1878-as választásokon meg tudta védeni helyét, Bárczay József Egyesült Ellenzéki jelölttel szemben. 1881-ben újra ő lett a képviselő, a függetlenségi jelöltekkel szemben (előbb Bodnár Antal, majd Rozgonyi Jakab, budapesti ügyvéd). 1884-ben újra ő lett a képviselő.
1887-ben újra megmérette magát a választások során, azonban alulmaradt a mérsékelt ellenzék jelöltjével, Károlyi Lászlóval szemben (a korábbi képviselő, Károlyi Ede fia). A választásra jogosultak száma 1854 fő volt Károlyi az 1892-es választásokat is megnyerte, ellenfelével szemben, aki ekkor a kormánypárt által felléptetett füzéri főszolgabíró, Bodnár Ernő volt.
Az 1896-os választások alkalmával a Károlyi család egy harmadik tagja is indult a választásokon Nemzeti párti programmal, Károlyi Sándor személyében (Károlyi László mostohaapja). Ellenfele ugyanaz a Bodnár Ernő volt, aki az előző választásnál is szerepelt. Károlyit a pétervásári kerületben is megválasztották, ő viszont a Garbócit tartotta meg (a pétervásáriba mostohafia, Károlyi László került).
Az 1901-es választásokon Károlyi Sándor már a gönci kerületben nyert mandátumot. A füzériben a Szabadelvű párti Hammersberg László, vármegyei főjegyző ellenjelölt nélkül választatott meg.
A garbócbogdányi választókerületbe ekkor a következő körjegyzőségek tartoztak: 
- a, kör: füzéri, alsókékedi, zsadányi
- b, kör: alsómislyei, garbócbogdányi, nagyszalánci
- c, kör: kassujfalui, rozgonyi, széplaki (kassai járás települései)
- d, kör: petőszinyei, ránkfüred
(Telkibánya és a pálházi körjegyzőség a gönci választókerület része volt)[603] A választókerületben a szavazók száma 2331 fő volt.[604]

Hammersberg az 1905-ös választásokon is indult a Függetlenségi (Kossuth) párt színeiben, ellenjelölt nélkül választották újra. A garbócbogdányi választókerületben ugyanazok a települések tartoztak, mint az előző választások alkalmával, az egyetlen kivétel Nyíri település volt, ami a gönci kerületben volt. A garbócbogdányi kerületben a választásra 2520 személy volt jogosult.
Az országos választásokon a 30 éve kormányzó Szabadelvű Párt elbukott, ami belpolitikai válságot eredményezett. Emiatt új választásokat kellett kiírni. A választókerület az 1905. évivel volt azonos, választásra jogosult 2592 fő volt. Hammersberg szintén ellenjelölt nélkül lett képviselő.
Hammersberg az 1910-es választásokat is ellenjelölt nélkül nyerte meg. A választókerületbe a következő körjegyzőségek tartoztak:
- a, kör: füzérkomlósi, abaújvári, hernádcsányi
- b, kör: alsómislyei, garbócbogdányi, nagyszalánci
- c, kör: kassujfalui, rozgonyi, abaszéplaki (kassai járás települései)
- d, kör: magyarbődi, ránkfüred
(Telkibánya és a pálházi és füzérradványi körjegyzőség a gönci választókerület része volt)[611] A választók száma 2596 fő volt.[612]

Hammersberg 1918-ban mondott le országgyűlési képviselőségéről, mikor kinevezték Abaúj-Torna vármegye főispánjává. Lemondása után Szalay László közoktatási államtitkárt jelölték, egyedüli indulóként jelöltségét mandátumra váltotta.